# Iron Maiden
Gli Iron Maiden (IPA: [ˈaɪ̯ə(ɹ)n ˈmeɪ̯.dən]) sono un gruppo musicale heavy metal britannico, formatosi a Londra nel 1975 per iniziativa del bassista Steve Harris. Sono considerati uno dei gruppi più importanti ed influenti del genere e, assieme ad artisti come Saxon, Angel Witch, Samson, Def Leppard, Raven e Venom, fanno parte della New wave of British heavy metal, corrente al cui sviluppo hanno fortemente contribuito.
Pubblicarono il loro primo album nel 1980, diventando rapidamente uno dei gruppi più rappresentativi della scena metal del periodo. Poco dopo la pubblicazione del secondo album, Killers, il cantante Paul Di'Anno venne sostituito da Bruce Dickinson con cui il gruppo pubblicò, nel 1982, The Number of the Beast, uno dei più importanti lavori della storia del gruppo e ultimo con il batterista Clive Burr, sostituito poi da Nicko McBrain. Per tutta la durata degli anni ottanta ebbero il maggior successo commerciale con gli album Piece of Mind, Powerslave, Somewhere in Time, Seventh Son of a Seventh Son, certificati dischi d'oro e di platino negli Stati Uniti.
La formazione rimase inalterata fino al 1990, quando Adrian Smith venne sostituito da Janick Gers durante le registrazioni di No Prayer for the Dying (1990). Il successivo Fear of the Dark (1992) fu l'ultimo album del gruppo con Dickinson alla voce, rimpiazzato l'anno dopo da Blaze Bayley, con il quale gli Iron Maiden non trovarono il successo sperato. Dickinson e Smith rientrarono nel gruppo nel 1999, sostituendo Bayley ma non il chitarrista Gers, diventando così un sestetto. L'anno seguente venne pubblicato un nuovo album: Brave New World, seguito dall'omonimo tour.
Il loro penultimo album, The Book of Souls (2015), ha riscosso un ottimo successo raggiungendo la quarta posizione nella Billboard 200, come il precedente album The Final Frontier, oltre alla prima posizione in diverse nazioni del mondo.

## Storia del gruppo

### Gli inizi (1975-1980)

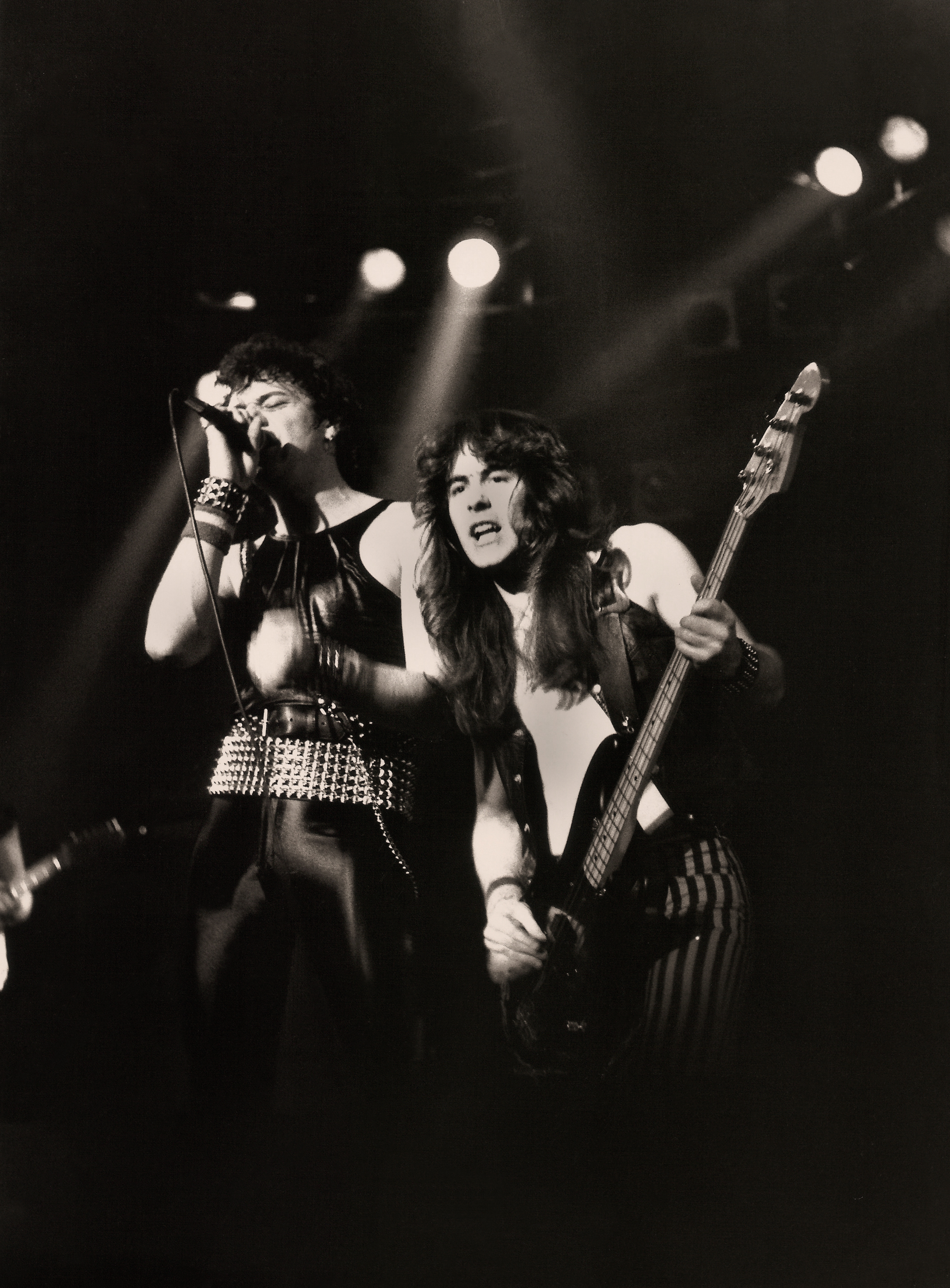
Steve Harris e Paul Di'Anno in concerto al Manchester Apollo nel 1980

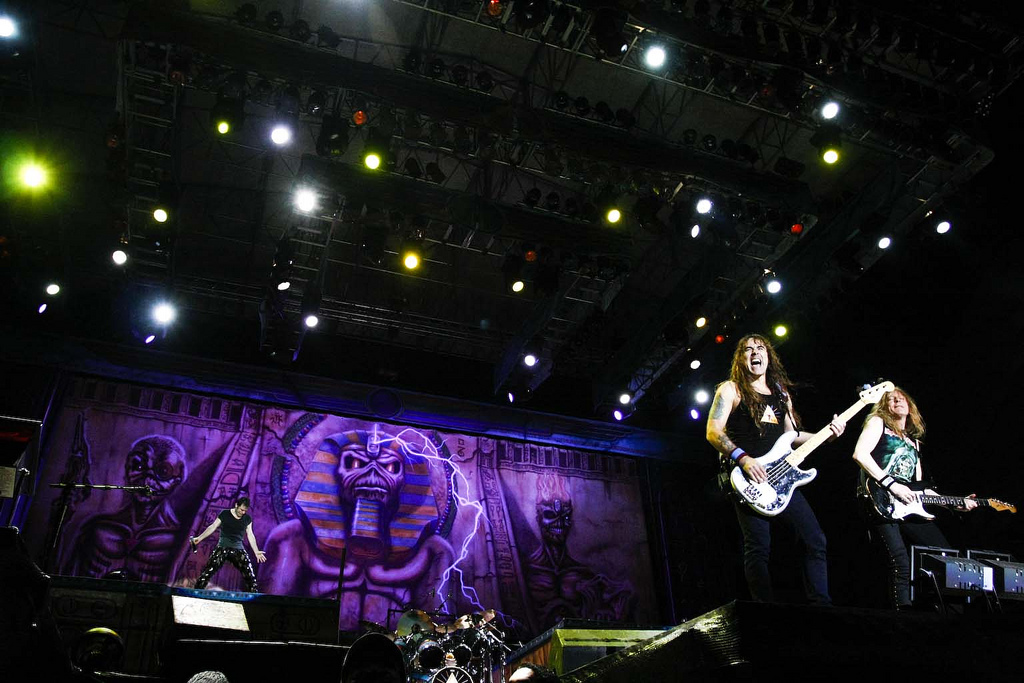
Gli Iron Maiden durante un concerto dal vivo

Il gruppo venne fondato nel 1975 a Leyton, un quartiere nella zona orientale di Londra, grazie al bassista Steve Harris, che aveva già militato in gruppi come Gypsy's Kiss e Smiler. Harris prese l'ispirazione per il nome del gruppo guardando il film L'uomo dalla maschera di ferro, in cui compariva lo strumento di tortura detto vergine di Norimberga o "vergine di ferro" (in inglese iron maiden).
La prima formazione comprendeva, oltre ad Harris al basso, Dave Sullivan e Terry Rance alle chitarre, Paul Day alla voce e Ron "Rebel" Matthews alla batteria. Tennero il primo concerto lo stesso anno al Cart and Horses, un pub di Stratford. Verso la fine dell'anno Sullivan venne sostituito da Dave Murray, proveniente dagli Evil Ways, un gruppo della scuola di Hackney in cui suonava anche Adrian Smith.
Pur presentando uno stile musicale che si ispirava solo in parte al punk, si proposero subito come alternativi a noti esponenti del genere come Sex Pistols e Clash, all'epoca molto famosi. Durante questo primo periodo, nel quale era molto di moda il punk, ebbero difficoltà a trovare spazio ma, grazie al Ruskin Arms, uno dei pochi locali londinesi che proponeva musica dal vivo hard rock e heavy metal, ebbero modo di farsi conoscere.
Oltre alla musica, venne curata anche la scenografia dei concerti, spesso accompagnati da effetti pirotecnici, in genere prodotti dagli stessi membri del gruppo. In questo periodo, fece una delle prime comparse la mascotte "Edward the Head", un pupazzo dalle sembianze mostruose che divenne poi noto come Eddie.
Dopo numerosi cambi di formazione, nel dicembre 1978 il gruppo trovò una certa stabilità con l'ingresso del cantante Paul Di'Anno e di Doug Sampson alla batteria che già aveva suonato con Harris negli Smiler. Questa formazione diede vita al primo EP autoprodotto, The Soundhouse Tapes. La prima tiratura di 5 000 copie del prodotto venne venduta per corrispondenza e si esaurì nel giro di poco tempo. Il disco venne fatto conoscere a Neal Kay, famoso DJ heavy metal britannico, il quale, inizialmente, sembrò snobbare il lavoro della band senza averlo nemmeno ascoltato ma, infine, decise di ascoltarlo decidendo poi trasmetterlo nella sua radio. Il brano Prowler comparve nelle classifiche del giornale Sounds, dalle cui pagine il giornalista Geoff Barton conierà, tra i primi, il termine New wave of British heavy metal.
Nel luglio 1979 una di queste copie finì nelle mani del manager Rod Smallwood (famoso talent scout dei Judas Priest) che, ben impressionato, fece suonare gli Iron Maiden prima come spalla dei Motörhead il 3 settembre e poi come attrazione principale al Marquee Club di Londra il 19 ottobre. A questo concerto presenziò anche Brian Shepard, il direttore della EMI.
In breve tempo il gruppo ingaggiò un secondo chitarrista, Tony Parsons, e incise due nuovi brani, Sanctuary e Wrathchild per la raccolta Metal for Muthas, pubblicata il 15 febbraio 1980 dalla Sanctuary Records. Dopo questa pubblicazione, Sampson abbandonò la band per motivi di salute e venne sostituito da Gary Edwards. Sampson comparirà quindi solo nel brano Burning Ambition, lato B di Running Free. Successivamente Harris reclutò anche Dennis Stratton come secondo chitarrista dopo il rifiuto di Adrian Smith, poiché la sua band, gli Urchin, in quel momento riscuoteva un buon successo. Stratton portò con sé anche il nuovo batterista Clive Burr che andrà a sostituire Edwards. L'8 febbraio venne pubblicato il singolo Running Free, il quale raggiunse il 34º posto nelle classifiche britanniche e portò la band a suonare alla trasmissione Top of the Pops della BBC.

### I primi album e i tour (1980-1981)

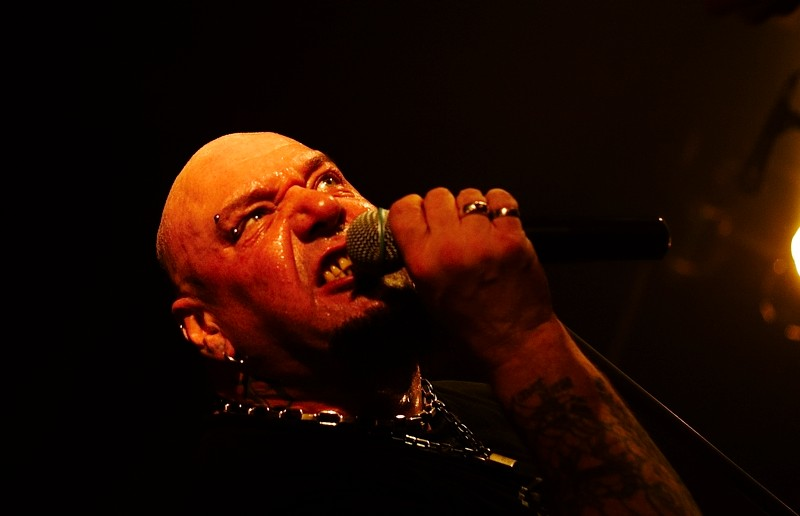
Paul Di'Anno

Con la nuova formazione venne pubblicato, il 14 aprile 1980, l'omonimo album d'esordio del gruppo, che raggiunse la quarta posizione nelle classifiche britanniche, grazie a brani come Prowler, Running Free, Phantom of the Opera e Iron Maiden. Poi il gruppo partì per il primo tour ufficiale; si esibirono poi anche come gruppo di supporto per i Judas Priest nel loro British Steel Tour e in seguito, nel resto dell'Europa, fecero da supporto alla tournée di Unmasked dei KISS.
A giugno venne pubblicato il singolo Sanctuary, non incluso nell'edizione europea dell'album; il disco generò polemiche per la copertina con il personaggio di Eddie che brandiva un coltello sulle spoglie dell'allora primo ministro inglese Margaret Thatcher; la copertina venne censurata coprendo gli occhi della Thatcher con una linea nera.
Dopo il tour, Stratton lasciò il gruppo per divergenze musicali con gli altri membri, sentendosi maggiormente legato a un rock più melodico stile Fleetwood Mac rispetto all'heavy metal e fonderà in seguito i Lionheart. Nella band entrò così Adrian Smith, amico d'infanzia di Dave Murray e già chitarrista degli Urchin.
L'8 novembre venne pubblicato il singolo Women in Uniform, cover degli australiani Skyhooks, con ancora Stratton come chitarrista; sulla copertina comparve nuovamente la Thatcher, questa volta armata di mitra e nascosta dietro a un muro in attesa di vendicarsi di Eddie che passeggia ignaro a braccetto con due prostitute.
Con la nuova formazione, iniziò la registrazione del secondo album, Killers, che venne pubblicato nel 1981. La produzione, grazie al notevole miglioramento delle registrazioni in studio, fu affidata a Martin Birch, già produttore di altri gruppi come Deep Purple e Rainbow. L'album, grazie a canzoni come la title track, Wrathchild e Murders in the Rue Morgue, ebbe buone recensioni, ma non riuscì a bissare il successo del primo album, raggiungendo il 12º posto nelle classifiche del Regno Unito.
Il gruppo partì per un nuovo tour mondiale, in cui fu attrazione principale in alcuni festival in Europa e in Giappone, ed aprì vari concerti anche negli Stati Uniti. Dai concerti nipponici venne estratto un EP, intitolato Maiden Japan e venne anche registrata per la prima volta una loro esibizione dal vivo pubblicata poi con il titolo Live at the Rainbow.
In quel periodo, il comportamento del cantante Paul Di'Anno, unito al suo abuso di alcol e droghe, iniziò a creare problemi, soprattutto durante i concerti, compromettendo la riuscita del tour; per questo venne licenziato dal gruppo anche se lui sostenne di essersene andato di sua volontà. Dopo la sua partenza, Paul Di'Anno formerà prima i Lonewolf, rinominati poi come Di'Anno, e in seguito i Gogmagog, i Battlezone ed infine i Killers, oltre a cantare con i Praying Mantis.

### L'arrivo di Dickinson eThe Number of the Beast(1982)

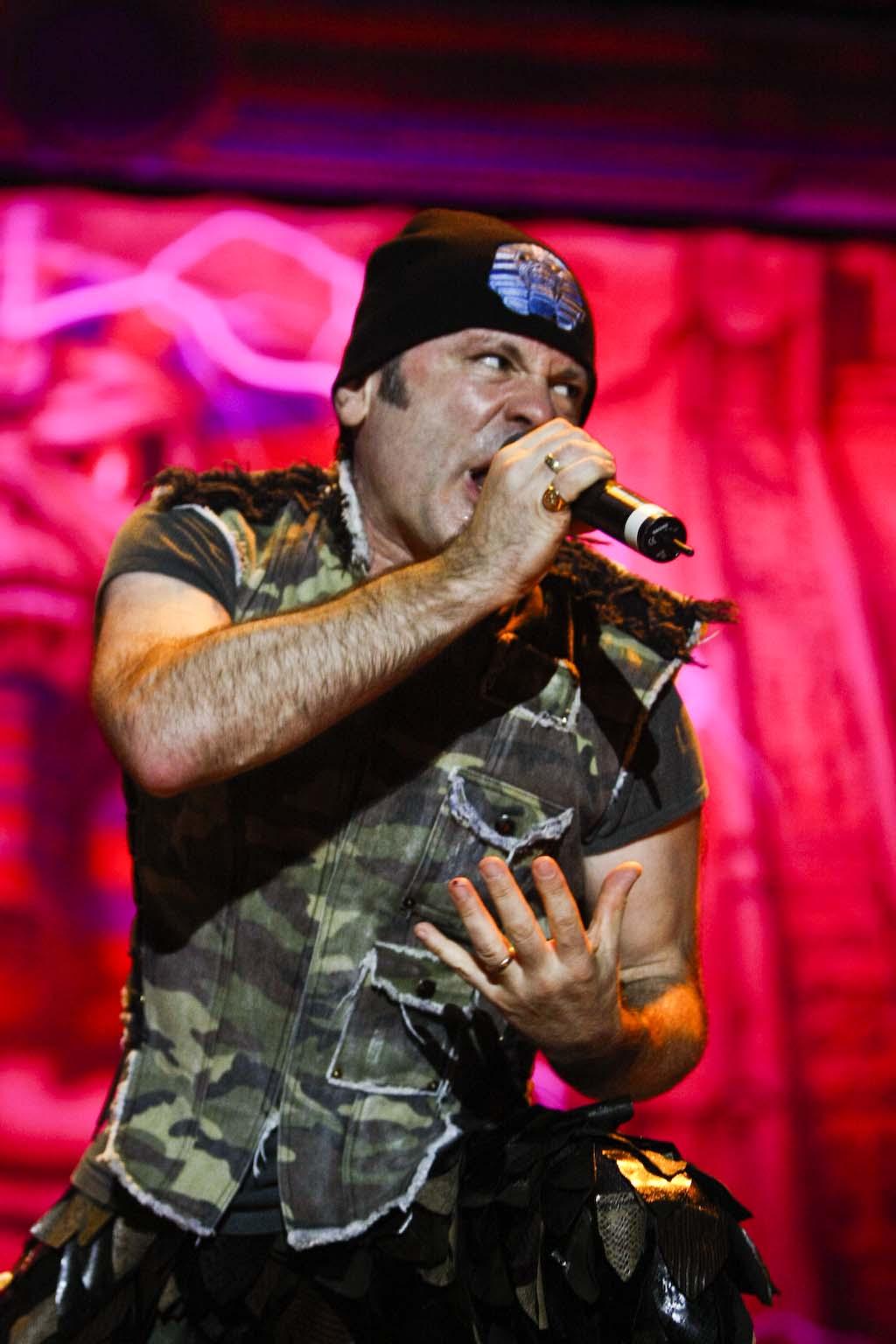
Bruce Dickinson

Allontanato Di'Anno, era necessario trovare un nuovo cantante. Nel 1981 il gruppo, al Reading Festival, assistette all'esibizione dei Samson che stava riscuotendo un gran successo e un'ottima partecipazione di pubblico grazie anche al cantante Bruce Dickinson, all'epoca soprannominato "Bruce Bruce" o "Air Raid Siren" ("sirena d'attacco aereo"). Venne deciso di ingaggiare Dickinson il quale, poche settimane dopo la conclusione del festival, entrò nel gruppo. Nel 1982 iniziò la registrazione del nuovo album che venne pubblicato pochi mesi dopo, The Number of the Beast, preceduto dal primo singolo Run to the Hills. Il disco presentò elementi rinnovati rispetto ai due precedenti album e fu caratterizzato da nuove e arricchite sonorità rispetto ai precedenti dischi, grazie soprattutto alle capacità vocali di Bruce.
Questo album è a tutt'oggi ritenuto tra i più importanti tra quelli prodotti in ambito metal e tra i più influenti del genere. Nel disco sono presenti alcuni dei brani più noti del gruppo, come Children of the Damned, 22 Acacia Avenue, Hallowed Be Thy Name, Run to the Hills e l'omonimo The Number of the Beast; l'album raggiunse il primo posto nelle classifiche britanniche.
Come tanti gruppi heavy metal di quegli anni, anche gli Iron Maiden furono oggetto di accuse di satanismo da parte di alcune organizzazioni religiose le quali, in occasione dell'uscita del terzo album, tentarono di boicottarne la distribuzione, giungendo al punto di bruciarne varie copie in pubblico. In realtà il brano che dà il titolo all'album e soprattutto il suo testo introduttivo sono tratti dal libro biblico dell'Apocalisse; questo testo originariamente avrebbe dovuto essere narrato dall'attore Vincent Price la cui richiesta economica però, «non meno di 25.000 sterline», fu ritenuta troppo onerosa e la band fu costretta a ingaggiare un imitatore per l'incisione del brano. Il gruppo non fece molto caso alle polemiche e partì per un nuovo tour, The Beast on the Road, in cui furono la band principale per quasi tutte le tappe, tranne che negli Stati Uniti dove in alcune date aprirono ai Rainbow, a Ozzy Osbourne e ai 38 Special. Tuttavia, il 29 giugno a New York si registrò il tutto esaurito e durante lo show comparirono nuove scenografie che ruotavano attorno a un gigantesco pupazzo di Eddie.

### Il successo mondiale (1983-1985)

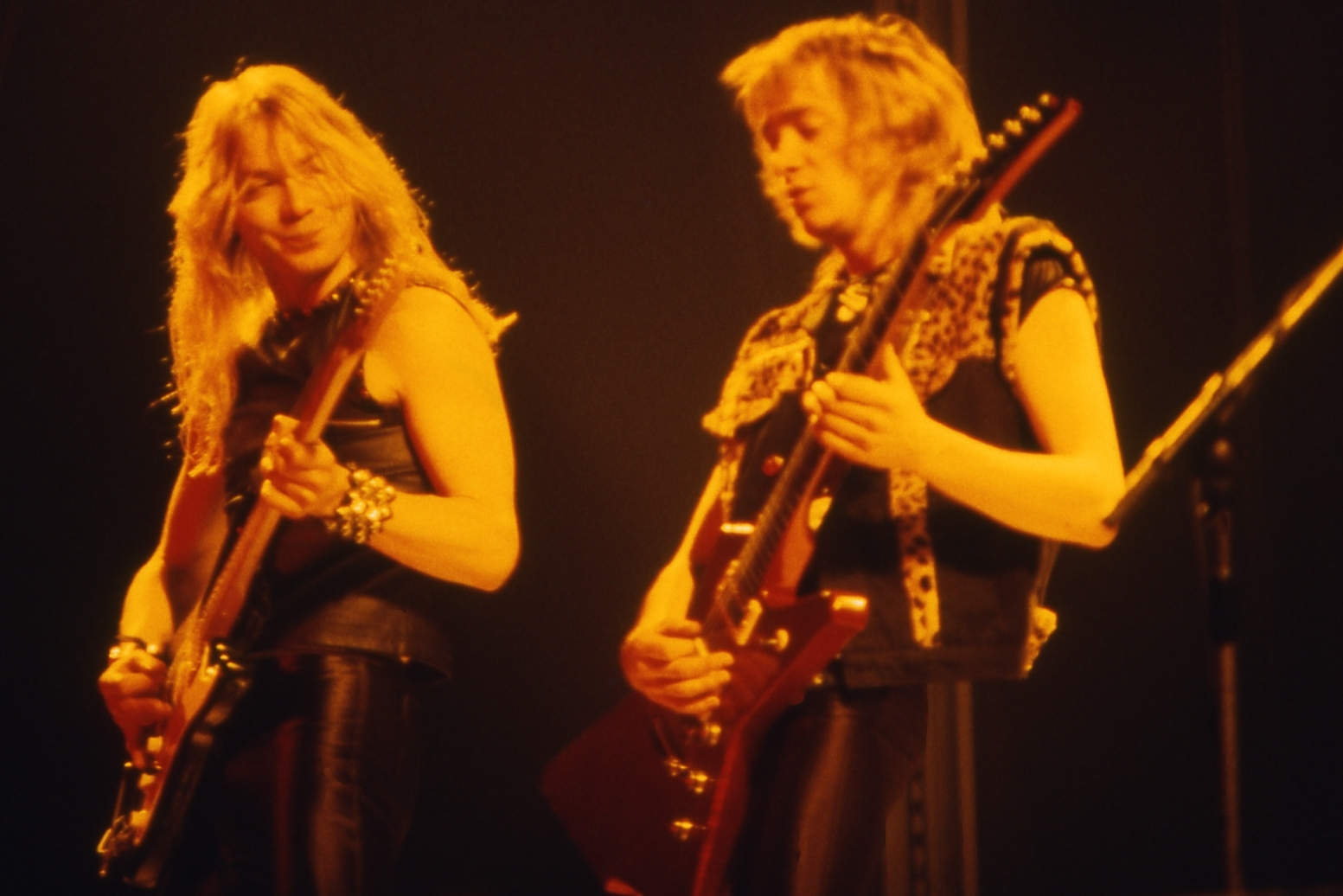
Dave Murray e Adrian Smith in concerto durante una data del tour The Beast on the Road

Terminata la tournée, la band si prese un periodo di riposo alle Bahamas dove registrò il quarto album, Piece of Mind (1983), subito seguito dal World Piece Tour. Al disco partecipò il nuovo batterista Nicko McBrain, ex collaboratore di Pat Travers e dei Trust, inserito nel gruppo in seguito alla defezione di Clive Burr, uscito per problemi di stress e salute.
Musicalmente l'album presentò nuove influenze sonore tratte dal rock progressivo, con brani più melodici e strutturalmente più complessi e ricercati. Gran parte di queste novità erano dovute proprio allo stile più tecnico e raffinato del nuovo batterista. Dickinson, grazie alla sua laurea in storia e letteratura, compose testi molto colti come ad esempio Revelations o Flight of Icarus. L'album venne molto apprezzato, e il brano The Trooper divenne una delle canzoni più note del gruppo.
Sempre alle Bahamas, il quintetto registrò nel 1984 il quinto album, Powerslave, che riscosse un enorme successo, raggiungendo la seconda posizione della Official Albums Chart britannica e ripresentando sonorità più dure ma conservando allo stesso tempo i tratti rock progressivo inseriti nel precedente. L'album fu influenzato dalla civiltà egizia, con frequenti riferimenti nei testi alla cultura e alle credenze di questo popolo antico. I due singoli, Aces High e 2 Minutes to Midnight, assieme alla title track e alla traccia conclusiva The Rime of the Ancient Mariner, ispirata all'omonimo poemetto di Coleridge, diventeranno presto classici del gruppo e verranno suonate dal vivo in numerosi concerti. Il brano Flash of the Blade fece parte, tra l'altro, della colonna sonora di Phenomena, un film di Dario Argento.
Il loro successivo tour mondiale, il World Slavery Tour, fu il più lungo mai sostenuto dalla band durando tredici mesi, per un totale di 360 concerti. Alle date del tour si aggiunse anche la partecipazione, come attrazione principale, al festival Rock in Rio, dove suonarono di fronte a un pubblico stimato tra i 250.000 e i 350.000 spettatori. Durante le quattro serate di "tutto esaurito" alla Long Beach Arena venne invece registrato il Live After Death (1985), considerato dalla stampa di settore uno dei più grandi dischi dal vivo nella storia del genere.

### Le innovazioni (1986-1988)

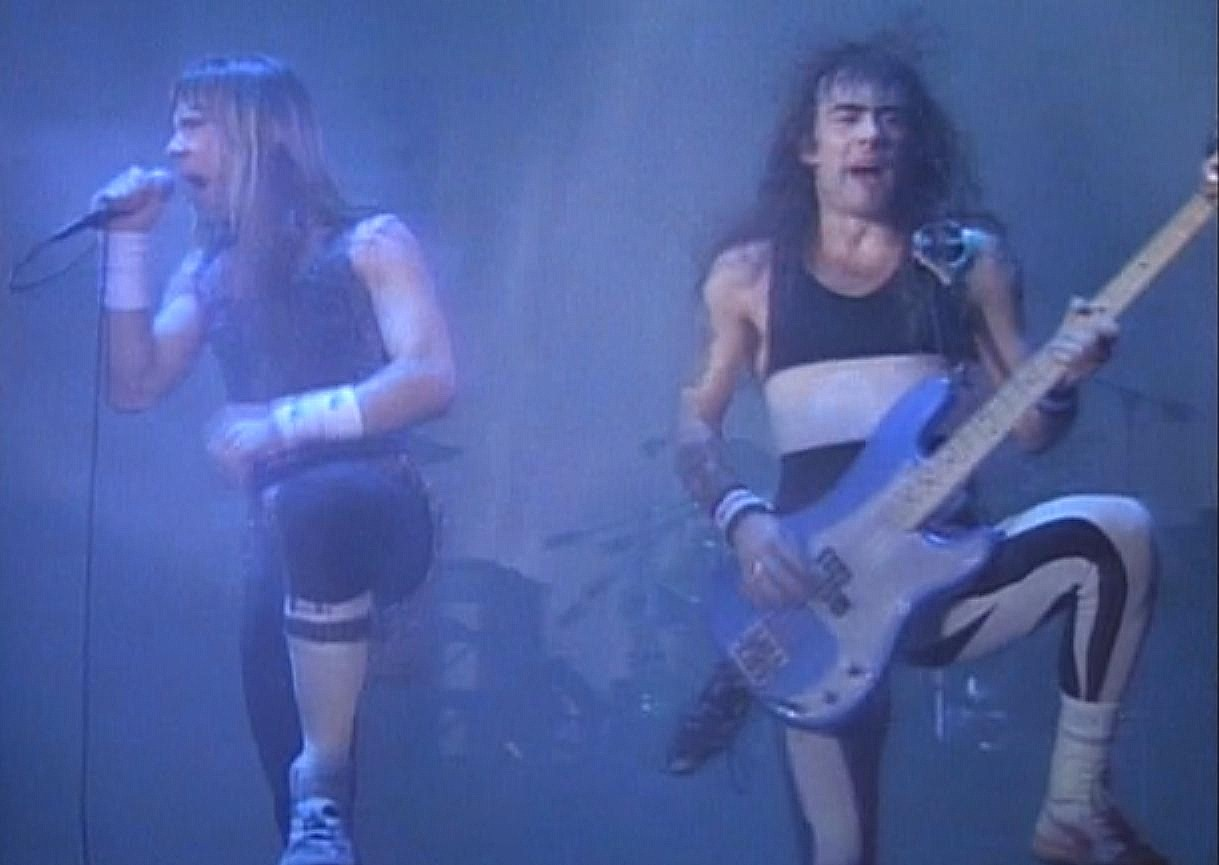
Bruce Dickinson e Steve Harris durante il World Slavery Tour

Dopo un lungo periodo di riposo durante il quale ciascuno dei componenti della band si dedicò alle rispettive famiglie, il gruppo tornò in studio di registrazione e, nel 1986, venne pubblicato l'album Somewhere in Time, disco che evidenziò un'evoluzione musicale per il gruppo; la moda del periodo, che prevedeva un largo uso dei sintetizzatori, parecchio utilizzati anche da importanti artisti heavy metal come Ozzy Osbourne, Judas Priest e KISS, contagiò anche gli Iron Maiden che affiancarono per la prima volta tali suoni alle chitarre e al basso, mantenendo comunque uno stile sempre duro con al suo interno gli stilemi progressive delle loro ultime produzioni.
Importante risultò il contributo di Adrian Smith, che partecipò in maniera evidente alla composizione dei testi e delle musiche come ad esempio in Wasted Years, caratterizzata dal celebre riff iniziale; altri brani che diverranno celebri furono Heaven Can Wait e il secondo singolo, Stranger in a Strange Land. Le vendite furono tali da raggiungere il terzo posto nelle classifiche britanniche, ma le critiche verso questa svolta non tardarono ad arrivare. Il tour successivo, Somewhere on Tour, registrò il tutto esaurito in molte nazioni e presentò esibizioni sempre più spettacolari, dominate da effetti speciali, luci e fuochi d'artificio.
Dopo due anni di concerti il gruppo ritornò in studio a registrare e, nel 1988, venne pubblicato Seventh Son of a Seventh Son, disco nel quale sono ancora presenti sintetizzatori, accompagnati però da un notevole inasprimento dello stile del gruppo con anche la voce di Dickinson più dura e tagliente. A causa di espliciti riferimenti a Satana nei testi, si ipotizzò che i membri del gruppo fossero seguaci dell'occultista Aleister Crowley, figura peraltro ritenuta affascinante da Bruce Dickinson, tanto che il cantante gli dedicherà l'album da solista Chemical Wedding. Il disco raggiunse il primo posto delle classifiche britanniche, trainato da singoli come Can I Play with Madness, The Evil That Men Do e The Clairvoyant, proposti per la prima volta dal vivo nel Seventh Tour of a Seventh Tour.

### Primi anni novanta (1989-1993)

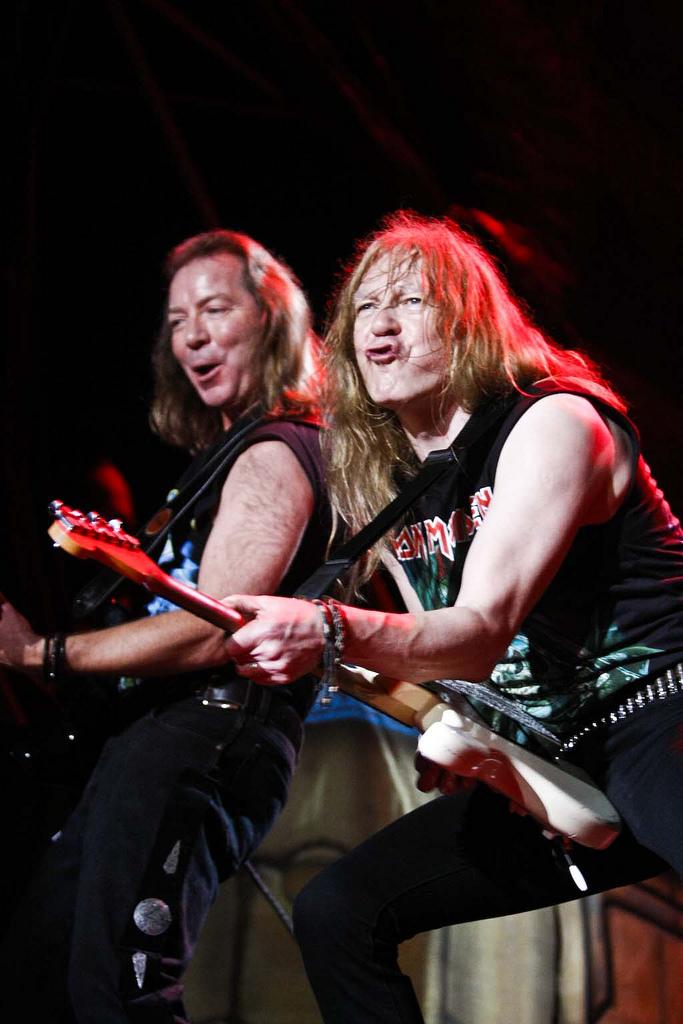
Dave Murray e Janick Gers

Nel 1989 il chitarrista Adrian Smith abbandonò il gruppo per intraprendere la carriera da solista, pubblicando l'album Silver and Gold come A.S.A.P. (Adrian Smith Audio Project). Al suo posto gli Iron Maiden ingaggiarono Janick Gers, in precedenza nei Gillan di Ian Gillan dei Deep Purple.
Con la nuova formazione, gli Iron Maiden pubblicarono nel 1990 l'album No Prayer for the Dying, il quale segnò un ritorno allo stile più ruvido degli esordi. Nonostante il numero di vendite sufficiente, il gruppo fu accusato da critici e fan di aver perso di spessore, vena creativa e tecnica rispetto alle uscite precedenti. Tuttavia il singolo Bring Your Daughter... To the Slaughter fu il primo nella storia degli Iron Maiden a classificarsi al primo posto nelle classifiche britanniche rimanendo in tale posizione per 2 settimane. Assieme a questa canzone vennero ben accolti dal pubblico anche il brano di apertura Tailgunner, la title track e l'altro singolo Holy Smoke. Il tour dell'album in questione, No Prayer on the Road, fu caratterizzato da scenografie volutamente più povere rispetto allo sfarzo dei tour precedenti.
L'album seguente, intitolato Fear of the Dark, venne pubblicato nel 1992. Anche questa pubblicazione ricevette qualche critica per le stesse ragioni di No Prayer for the Dying, ma si rivelò comunque più valida della precedente in termini di popolarità e di vendite, raggiungendo il secondo posto nelle classifiche inglesi, grazie anche alla famosa traccia omonima, punto fisso della band in sede live. Anche pezzi come Be Quick or Be Dead, From Here to Eternity e la ballad Wasting Love riscontrarono buoni consensi da parte del pubblico, anche se posti in secondo piano rispetto ad altri più noti della loro carriera.
Il Fear of the Dark Tour vide gli Iron Maiden approdare anche al Monsters of Rock del 1992, tenutosi a Castle Donington insieme a Slayer, W.A.S.P., Skid Row ed altre band. Il concerto tenuto a Castle Donington venne immortalato nell'album dal vivo Live at Donington. L'anno successivo gli Iron Maiden crearono un nuovo tour intitolato A Real Live Tour, dal quale furono tratti altri due album dal vivo: A Real Live One e A Real Dead One, entrambi riuniti nel 1998 con il titolo A Real Live Dead One.

### L'era di Blaze Bayley (1993-1999)

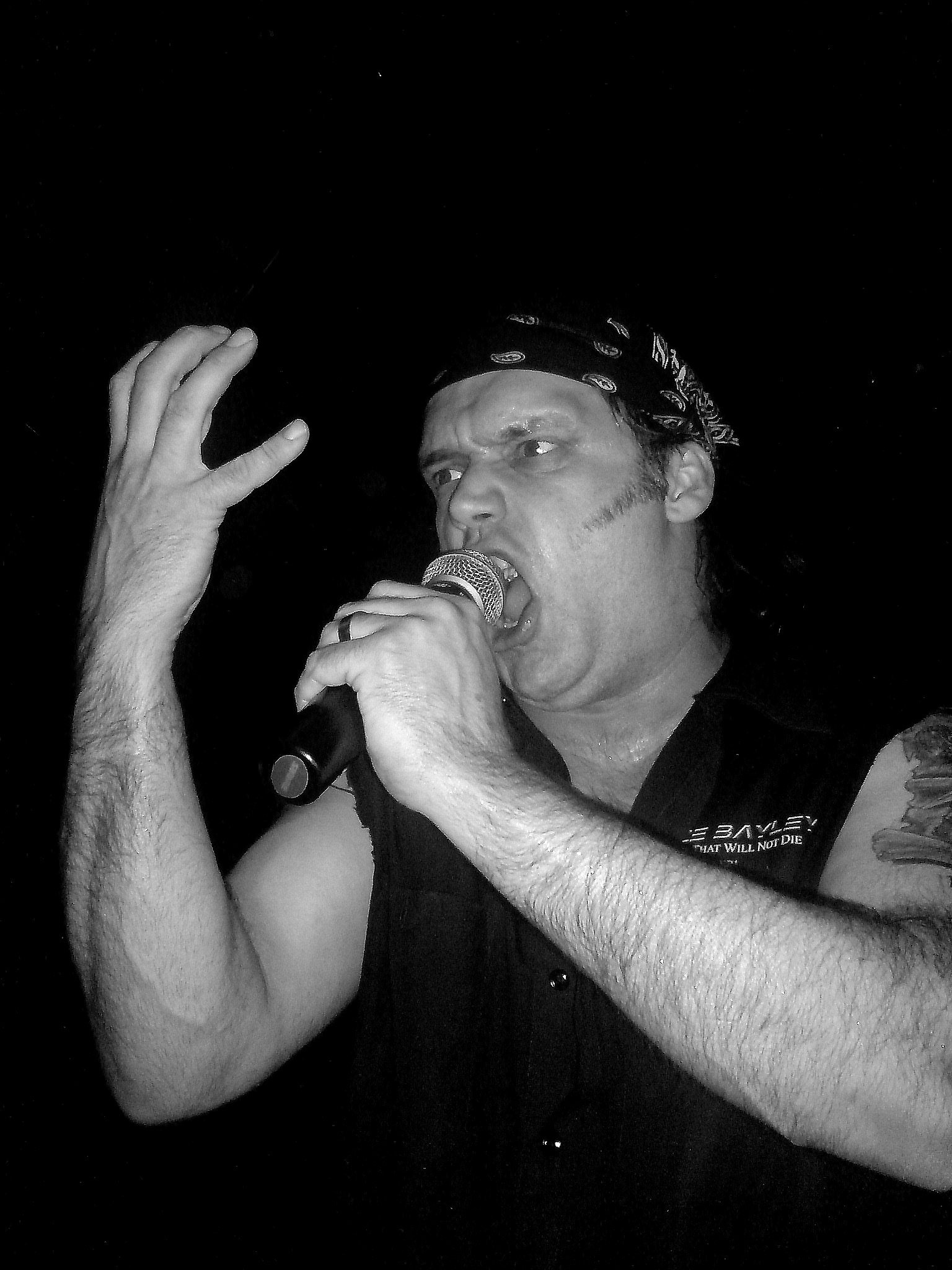
Blaze Bayley

Alla fine del Real Live Tour, Dickinson annunciò di voler lasciare la band. Fra le cause della decisione ci furono i dissidi con Harris, la sua carriera solista ostacolata per gli impegni con gli Iron Maiden e la volontà di cimentarsi in qualcosa di diverso. La sua uscita lasciò impietriti numerosi fan, rimasti affascinati dalla sua voce e dalla sua presenza scenica che tanto avevano contribuito alla notorietà del gruppo. Venne cercato un nuovo cantante e le audizioni puntarono, per volere di Harris, a scartare immediatamente i cantanti non inglesi arrivando a dire che l'ex Helloween, Michael Kiske, non venne preso dal gruppo perché tedesco. Tra i cantanti scartati ci fu anche lo scozzese Doogie White; alla fine venne scelto Blaze Bayley, già membro dei Wolfsbane, caratterizzato da una voce differente rispetto a quello di Dickinson a causa delle tonalità molto più basse e meno incisive.
Nel 1995 venne pubblicato il decimo album, The X Factor, e a settembre iniziò un nuovo tour, The X Factour. Il disco segnò una svolta nel sound, che divenne molto più cupo e intimista. Cause principali di questo cambio furono il sacrificio, deciso dal nuovo produttore Nigel Green, di parte della potenza delle chitarre, la voce di Blaze e i problemi familiari di Harris che, oltre ad aver da poco perso il padre, si era anche separato dalla moglie. Lo stesso incipit dell'album presentò già un punto di rottura rispetto al passato: al posto di una prima traccia veloce e diretta, venne scelta la cupa Sign of the Cross, ispirata al romanzo di Umberto Eco Il nome della rosa; anche le altre composizioni dell'album risultarono lontane dai canoni tradizionali. Anche se il disco raggiunse l'ottava posizione delle classifiche nazionali, la scelta di Blaze come sostituto di Dickinson venne criticata dai fan.
Nel 1996 venne pubblicata la raccolta Best of the Beast, contenente alcuni dei vecchi successi del gruppo e l'inedito Virus, composto con Bayley. Due anni dopo venne pubblicato l'undicesimo album Virtual XI, il cui sound si discostò leggermente dal precedente, subendo critiche ancora più pesanti di quelle lanciate contro The X Factor. Il disco venne contestato perché ritenuto ripetitivo, monotono e privo della potenza che aveva caratterizzato gli album del gruppo con Di'Anno e Dickinson. Alla sua uscita Virtual XI si piazzò al sedicesimo posto nel Regno Unito, il più basso livello di classifica mai raggiunto dagli Iron Maiden nella propria nazione. Nonostante le forti contestazioni, alcuni pezzi come Futureal e The Clansman vennero proposti in alcuni concerti anche negli anni successivi alla pubblicazione di Virtual XI.
Il tour di supporto a quest'album, così come il precedente, evidenziò un diverso stile sonoro per via della timbrica di Bayley che conferì un nuovo tocco ai vecchi pezzi cantati da Dickinson. Al ritorno dal tour, Bayley uscì dagli Iron Maiden, per cause mai rese ufficiali. Il cantante indicò la Sanctuary Records come responsabile della rottura del suo sodalizio artistico con il gruppo e disse che le cause furono le pressioni esercitate su Harris dall'etichetta discografica, assieme al management del gruppo, per mandarlo via.
Nonostante qualche tensione avuta in passato con gli altri componenti, Bayley ha dichiarato di essere in buoni rapporti con gli Iron Maiden e ha definito Harris una persona onesta.
Dopo la sua defezione, iniziarono a circolare alcune voci circa un possibile ritorno di Bruce Dickinson, caratterizzate dal susseguirsi di smentite e conferme. Nel 1999, dopo circa un anno, i media annunciarono il ritorno di Dickinson nel gruppo con l'aggiunta inaspettata di Adrian Smith, che nel frattempo aveva collaborato al progetto solista dello stesso Dickinson. Con il ritorno dello storico cantante e di Smith, gli Iron Maiden divennero così un sestetto composto da tre chitarre.

### Il rilancio (1999-2004)

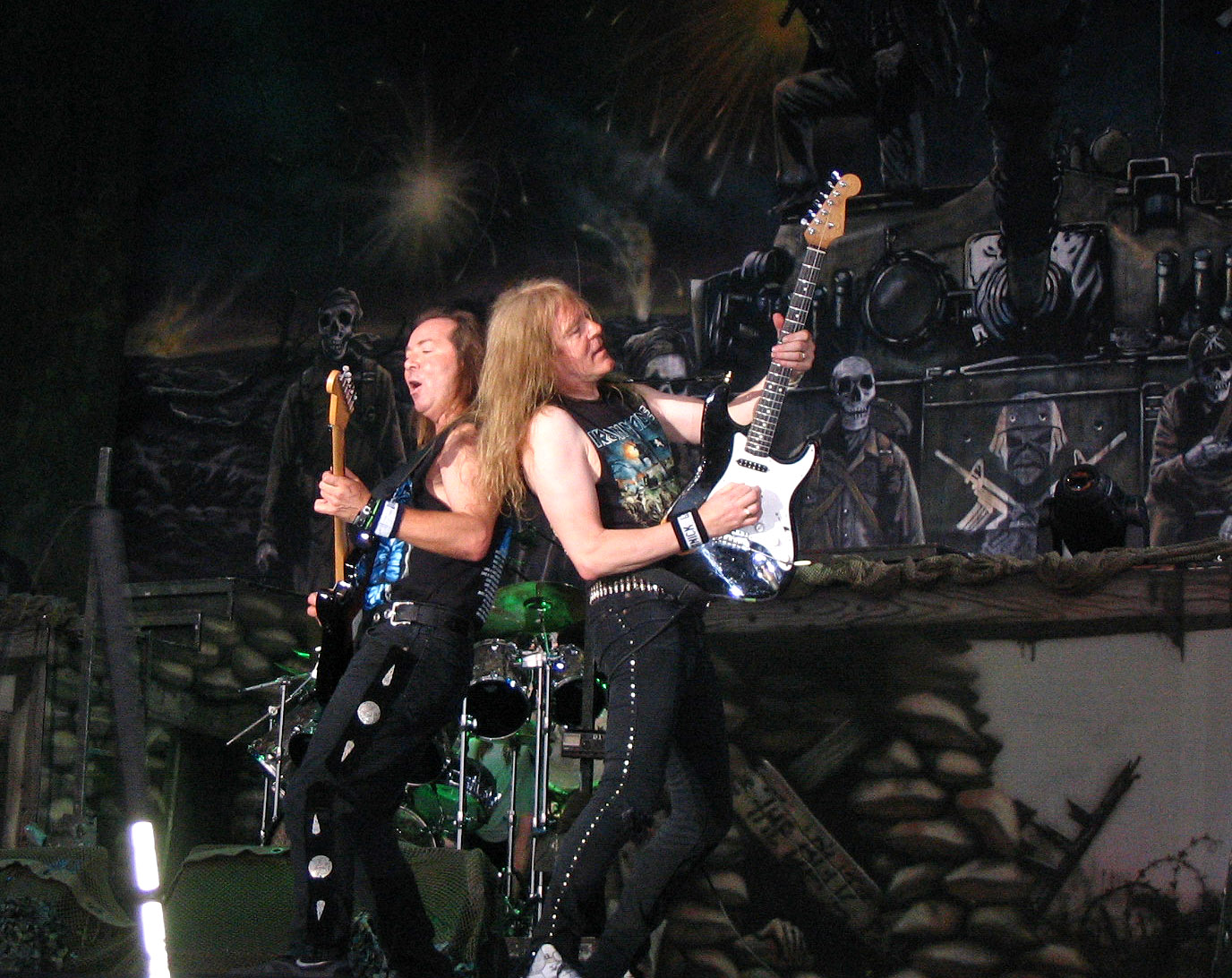
Dave Murray e Janick Gers in una data del A Matter of Life and Death Tour

Il ritorno di Smith e Dickinson permise di recuperare l'attenzione dei fan delusi dall'era Bayley. Intendendo celebrare pertanto il ritorno alla vecchia formazione, gli Iron Maiden diedero il via al The Ed Hunter Tour, durante il quale i sei si ritrovarono a suonare brani di vecchia data come Aces High, Phantom of the Opera, Powerslave e Wasted Years.
Terminato il tour, il gruppo scrisse e registrò in breve tempo il dodicesimo album Brave New World, uscito nel maggio 2000. Questo lavoro riprese la sottile vena "progressive" andata persa dopo Seventh Son of a Seventh Son. Il tour di supporto divenne un vero trionfo, culminato nella performance al Rock in Rio di Rio de Janeiro davanti a più di 250.000 persone ed immortalato nell'album dal vivo Rock in Rio, uscito sia in doppio CD che in doppio DVD. Terminata la tournée il gruppo si concesse una pausa per poi ripartire per il Give Me Ed... Till I'm Dead, tournée che propose ancora una scaletta incentrata sul passato del gruppo, anche con lo scopo di celebrare il sopracitato Rock in Rio.
Nel 2003 venne pubblicato il tredicesimo album Dance of Death, caratterizzato da sonorità più elaborate del precedente, carico di venature rock and roll. I brani contenuti in esso mantennero comunque una certa varietà, come rilevabile dalla stessa title track, una "danza della morte" che, nei suoi 8 minuti di durata, sfoggia passaggi piuttosto arditi e cambi di tempo serrati che non venivano più proposti dal gruppo sin dagli anni degli esordi. Da segnalare inoltre la presenza della prima vera e propria ballad acustica del gruppo, Journeyman, eseguita interamente con strumenti acustici e sinfonici. Un'ultima particolarità di questo disco è anche riscontrabile in Face in the Sand, il primo pezzo in cui Nicko McBrain suonò con il doppio pedale, elemento mai usato nella musica del gruppo diversamente dalla maggioranza dei gruppi metal. Dance of Death riuscì a raggiungere elevate cifre di vendita rispetto alle ultime uscite discografiche degli Iron Maiden.

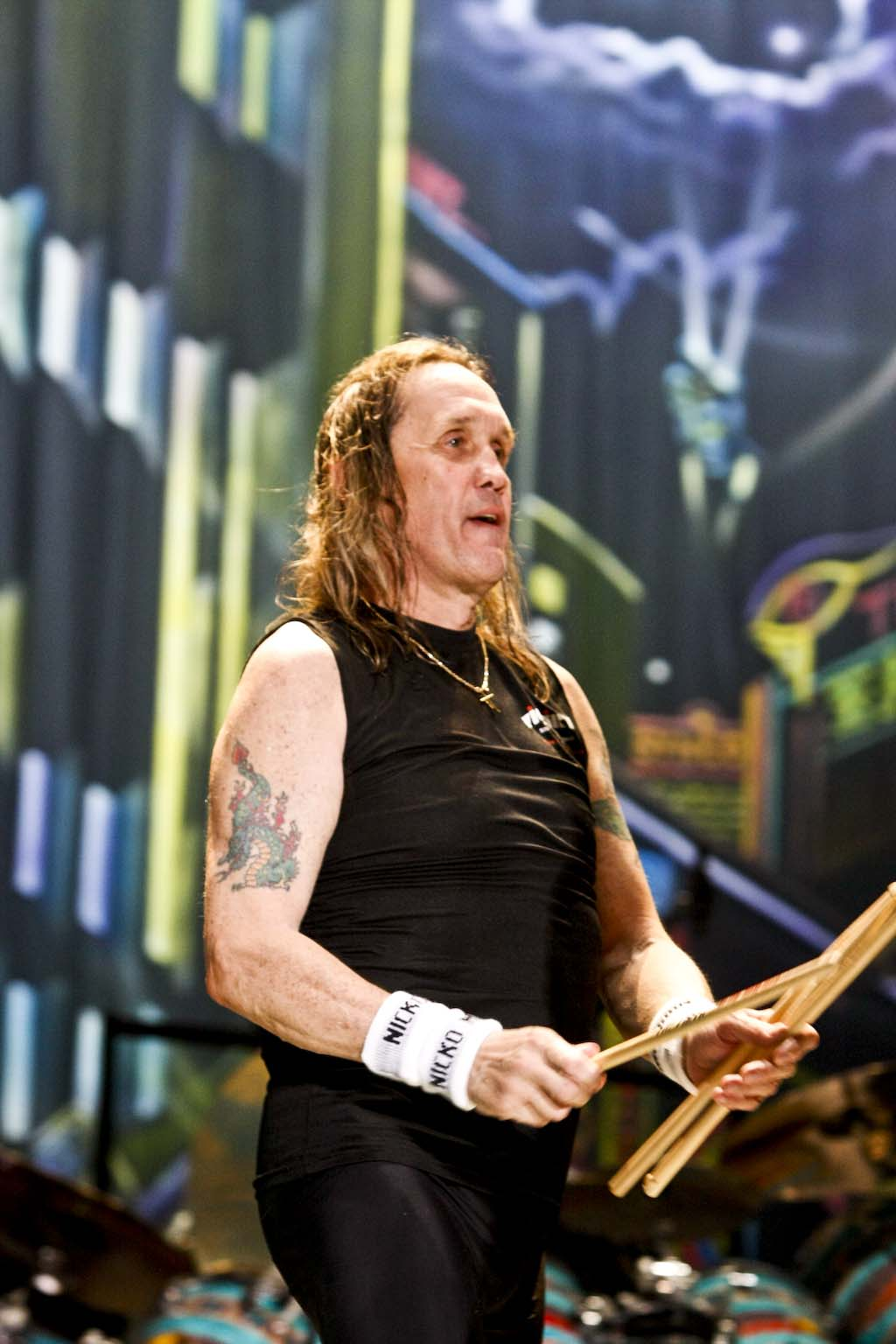
Nicko McBrain

L'estate del 2003 venne rovinata dall'arresto di Nicko McBrain, che aveva intenzionalmente investito un uomo con la sua auto a seguito di una colluttazione prima di un concerto al "Jones Beach Theater" di New York, ma il suo rilascio su cauzione permise al gruppo di proseguire con l'organizzazione dell'imminente tournée. Il Dance of Death World Tour si dimostrò superiore, in termini di successo, al precedente e in molte tappe venne registrato il tutto esaurito. Dal concerto tenuto alla Westfalenhallen Arena di Dortmund, Germania, il 24 novembre 2003, venne anche tratto l'album dal vivo Death on the Road, uscito nell'agosto 2005. Un altro concerto della tournée che ebbe un successo fu quello che si tenne nel South Wisconsin insieme ad altri gruppi heavy metal come Moulin Rouge e W.A.S.P..
Nel 2004 inaugurarono il "Clive Aid", un particolare concerto i cui incassi vennero devoluti al loro ex batterista Clive Burr, affetto da sclerosi multipla, e alle associazioni per la ricerca sulla malattia. Lo spettacolo fu replicato anche nei tre anni successivi con la partecipazione di altri artisti famosi come Ian Paice, Tony Iommi, Girlschool, Sex Pistols, Paul Di'Anno, Tygers of Pan Tang e molti altri. Verso la fine del 2004 venne pubblicato il DVD The Early Days, che presentava la storia del gruppo vissuta negli anni dei primi quattro album; di supporto a questa uscita, nel 2005 partì l'Eddie Rips Up the World Tour, durante il quale gli Iron Maiden si esibirono su grandi palcoscenici, riprendendo le scenografie dei tour degli esordi e suonando pezzi tratti dal primo disco Iron Maiden al più recente Piece of Mind.

### A Matter of Life and Death,Somewhere Back in Time World Tour(2005-2009)

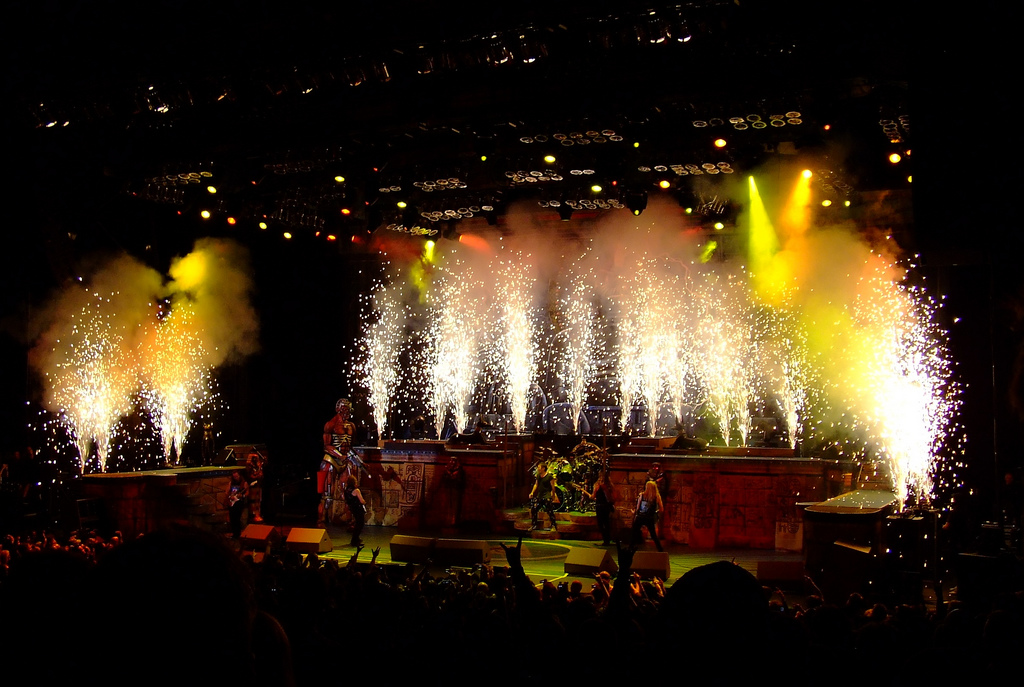
Gli Iron Maiden in una data del Somewhere Back in Time World Tour

Nel 2005, per celebrare i 25 anni di carriera del gruppo, venne pubblicato Numbers from the Beast: An All Star Salute to Iron Maiden, composto da cover eseguite da artisti di band differenti. All'iniziativa aderì anche l'ex cantante Paul Di'Anno, il quale incise con il suo gruppo una reinterpretazione di Wrathchild.
Sempre per la stessa ricorrenza, gli Iron Maiden ripubblicarono il singolo Run to the Hills, contenente anche alcuni pezzi suonati nel concerto alla Brixton Academy del 2002. Anche in questo caso il ricavato venne devoluto in beneficenza a Clive Burr e alle associazioni per la ricerca sulla sclerosi multipla.
Il 19 agosto 2005 vennero ammessi al Guitar Center's Hollywood Rockfame dove, in una cerimonia pubblica, lasciarono le proprie impronte accanto a quelle di altre note celebrità come Eric Clapton, Lou Reed, gli Aerosmith, i Van Halen, Carlos Santana ed altri grandi della musica, entrando di fatto nella storia del genere e lasciando un segno indelebile nella carriera del gruppo.
Nell'agosto del 2006 venne pubblicato, preceduto dal singolo The Reincarnation of Benjamin Breeg, il quattordicesimo album A Matter of Life and Death, il quale riscosse immediatamente un largo successo come ad esempio in Finlandia, dove il disco viene accolto con enorme entusiasmo, mentre in Italia, dopo la prima settimana di vendite, raggiunse il primo posto in classifica.
La band rimase molto soddisfatta dell'album, a tal punto che decise di riproporlo interamente durante i concerti successivi alla pubblicazione, assieme ad altri 5 pezzi storici, ovvero: The Evil That Men Do, Fear of the Dark, 2 Minutes to Midnight, Hallowed Be Thy Name e Iron Maiden. Nonostante alcuni malumori, il tour si rivelò un enorme successo e registrò svariati sold out. Poco dopo, venne creato un nuovo tour denominato A Matter of the Beast, la cui scaletta comprendeva tra le tante anche cinque brani tratti dall'ultimo album e cinque provenienti dal terzo album The Number of the Beast.
Il 31 dicembre 2007 gli Iron Maiden inaugurarono il loro speciale aereo per i tour, un Boeing 757 bianco marchiato con il logo della band e l'immagine della loro mascotte Eddie risalente all'era di Powerslave dipinta sulla coda. L'8 gennaio il 757 fu battezzato "Ed Force One" a seguito di un sondaggio sul loro sito ufficiale.
Il 2008 li vide di nuovo in tour, con il Somewhere Back in Time World Tour, che comprese brani che andavano dall'omonimo debutto Iron Maiden (1980) fino a Seventh Son of a Seventh Son (1988). Il tour, suddiviso in tre sezioni, iniziò il 1º febbraio 2008 e terminò il 2 aprile dell'anno successivo. Durante questo periodo gli Iron Maiden toccarono tutti e cinque i continenti (23 città) esibendosi, dopo 15 anni d'assenza, anche in Australia. Il 10 maggio 2008 venne pubblicata la raccolta Somewhere Back in Time: The Best of 1980-1989, costituita da 15 brani provenienti dai primi sette album pubblicati dal gruppo.
Nell'aprile 2009 venne pubblicato il documentario Flight 666, il quale documenta il Somewhere Back in Time World Tour, oltre anche a riprese effettuate in giro per il globo a bordo del famoso Ed Force One (guidato da Bruce Dickinson che è pilota di linea) tra 23 date con il "tutto esaurito" in 13 differenti Stati. Il film è stato girato in alta definizione con audio 5.1 ed è stato presentato ufficialmente il 21 aprile in diversi cinema sparsi per il mondo. Poco dopo venne pubblicato anche la colonna sonora utilizzata per il film, Flight 666: The Original Soundtrack.

### The Final Frontiere ilMaiden England World Tour(2010-2013)

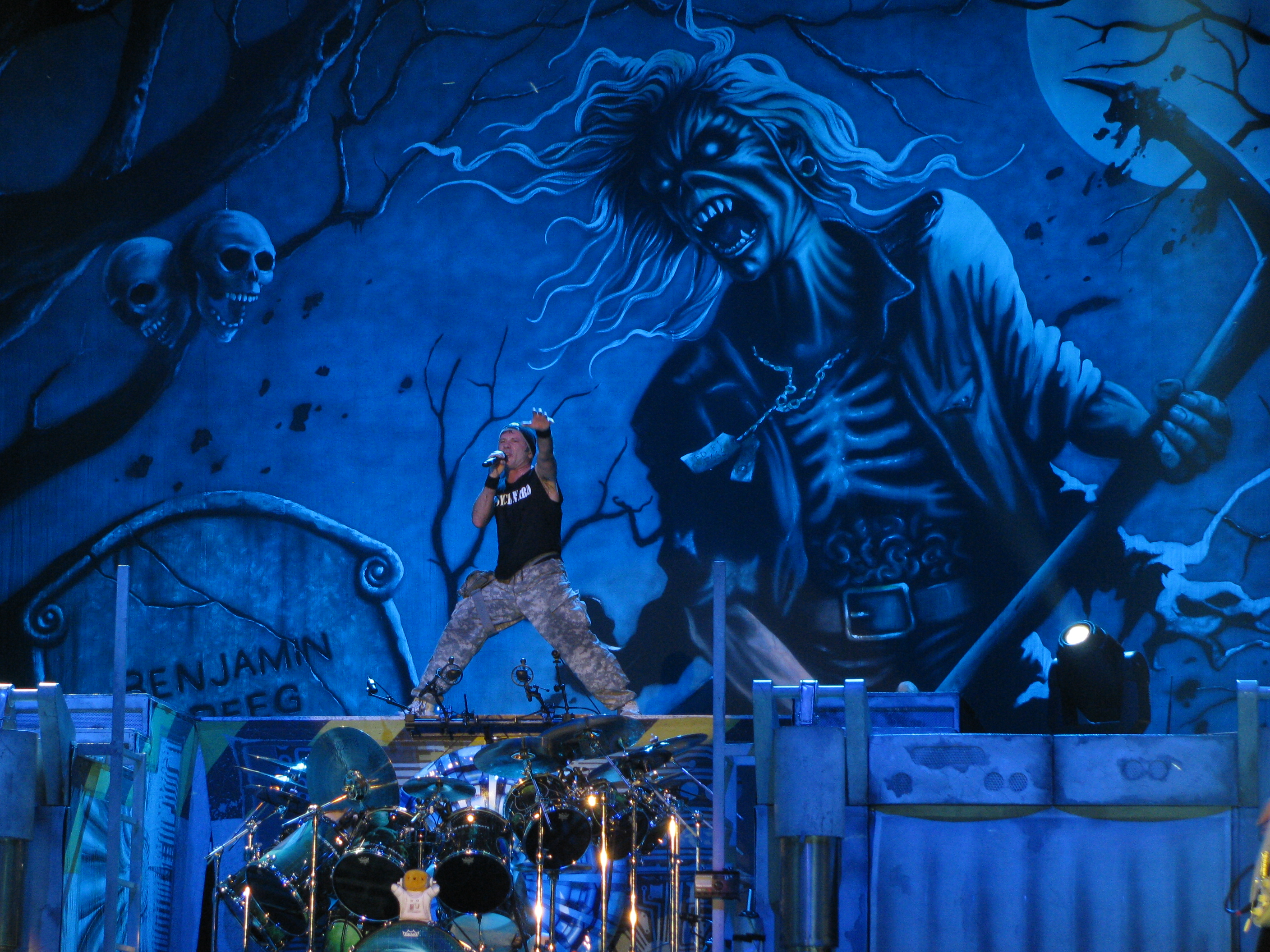
Bruce Dickinson con gli Iron Maiden al Bluesfest 2010 di Ottawa

Dopo varie interviste, prima di Bruce Dickinson e poi di Steve Harris, anche Janick Gers tramite un'intervista alla BBC annunciò, sul finire del 2009, che la band aveva già iniziato la fase di composizione e di registrazione del loro quindicesimo album in studio. In un'intervista radiofonica tenutasi nel mese di gennaio 2010, il batterista Nicko McBrain annunciò che otto canzoni erano già pronte per la pubblicazione con poi l'aggiunta di altre ancora in fase di composizione.
L'8 giugno 2010, gli Iron Maiden annunciarono il titolo dell'album, The Final Frontier, data di pubblicazione e la copertina, oltre anche alle date iniziali del tour di supporto, iniziato il 9 giugno a Dallas e terminato il 21 agosto a Valencia (Spagna). Quasi in contemporanea all'annuncio, è stato pubblicato via internet il singolo El Dorado, seguito il 13 luglio dal videoclip della title track. L'album, pubblicato ufficialmente il 16 agosto, si è rivelato un buon successo di vendite accompagnato da ottime recensioni da parte della critica.

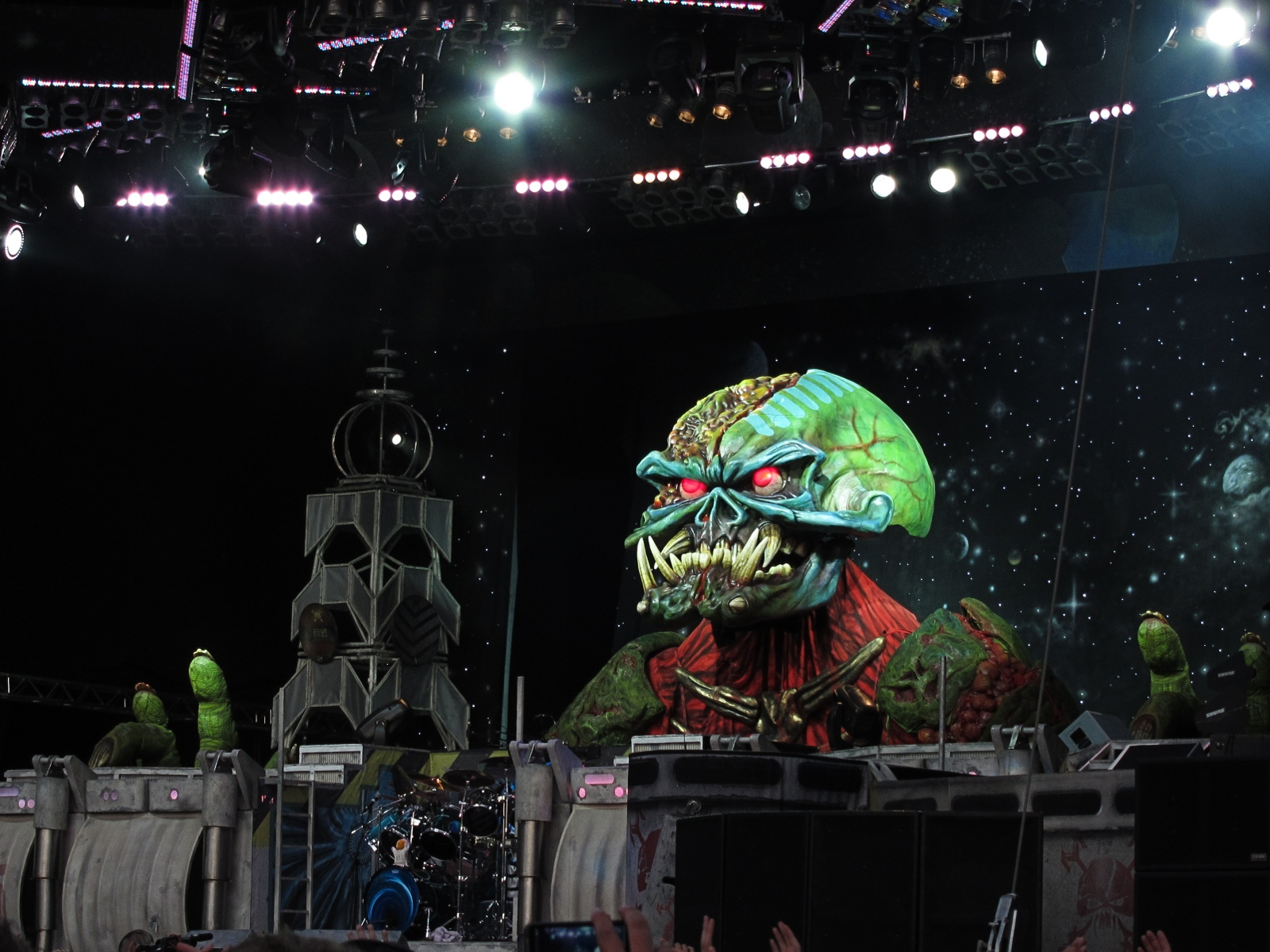
Il gruppo allo Stadio Olimpico di Helsinki l'8 luglio 2011

Il disco, il giorno dopo la sua uscita, grazie alle 22 000 copie vendute, ha esordito in vetta nella Official Albums Chart britannica, risultato ottenuto in passato solo con l'uscita di The Number of the Beast nel 1982, Seventh Son of a Seventh Son nel 1988 e di Fear of the Dark nel 1992. L'album ha inoltre esordito alla posizione numero 4 nella classifica Billboard 200, il risultato più alto che la band abbia mai raggiunto negli Stati Uniti d'America. Registrato ai Compass Point Studios, luogo nel quale vennero registrati vari classici del gruppo come Piece of Mind e Powerslave, il lavoro si presenta come un disco molto complesso ma allo stesso tempo immediato e stilisticamente molto vicino ai precedenti dischi. La seconda canzone dell'album, El Dorado, ha portato la band a vincere, il 13 febbraio 2011, il primo Grammy Award dopo più 35 anni di attività e 15 album in studio.
Il 6 giugno 2011 è stata pubblicata la raccolta From Fear to Eternity: The Best of 1990-2010, seguito di Somewhere Back in Time: The Best of 1980-1989 che raccoglie tutti i maggiori successi del gruppo composti negli ultimi vent'anni della loro carriera.
Il 17 gennaio 2012 sono stati annunciati il titolo, data di pubblicazione e lista tracce di un nuovo album dal vivo intitolato En vivo!, pubblicato il 26 marzo e contenente le registrazioni del concerto del 10 aprile 2011 a Santiago del Cile.
Il 15 febbraio 2012 il gruppo ha annunciato il Maiden England World Tour, il quale si basa sull'omonimo VHS pubblicato nel 1989. Il tour è iniziato nell'estate del 2012 ed è proseguito con alcune date aggiuntive nel 2013 nelle quali il gruppo ha toccato l'Europa e il continente americano. Il tour si è concluso presso lo stadio nazionale del Cile (medesimo luogo nel quale è stato registrato En vivo!) davanti a più di 60 000 fan, stabilendo il record per la «maggiore affluenza per un gruppo musicale in Cile». Nel mese di settembre 2012, il bassista Steve Harris ha confermato che il VHS Maiden England sarebbe stato ripubblicato nel 2013 sotto il titolo di Maiden England '88, con la data di pubblicazione fissata per il 25 marzo nei formati DVD, CD e LP.
Il 12 marzo 2013 gli Iron Maiden hanno annunciato in collaborazione con il birrificio Robinsons Brewery la realizzazione della loro birra Trooper (nome derivato dal loro brano omonimo). Nel mese di novembre dello stesso è stato reso noto che sono state vendute un milione di pinte della Trooper.

### The Book of Soulse ilLegacy of the Beast World Tour(2013-2019)

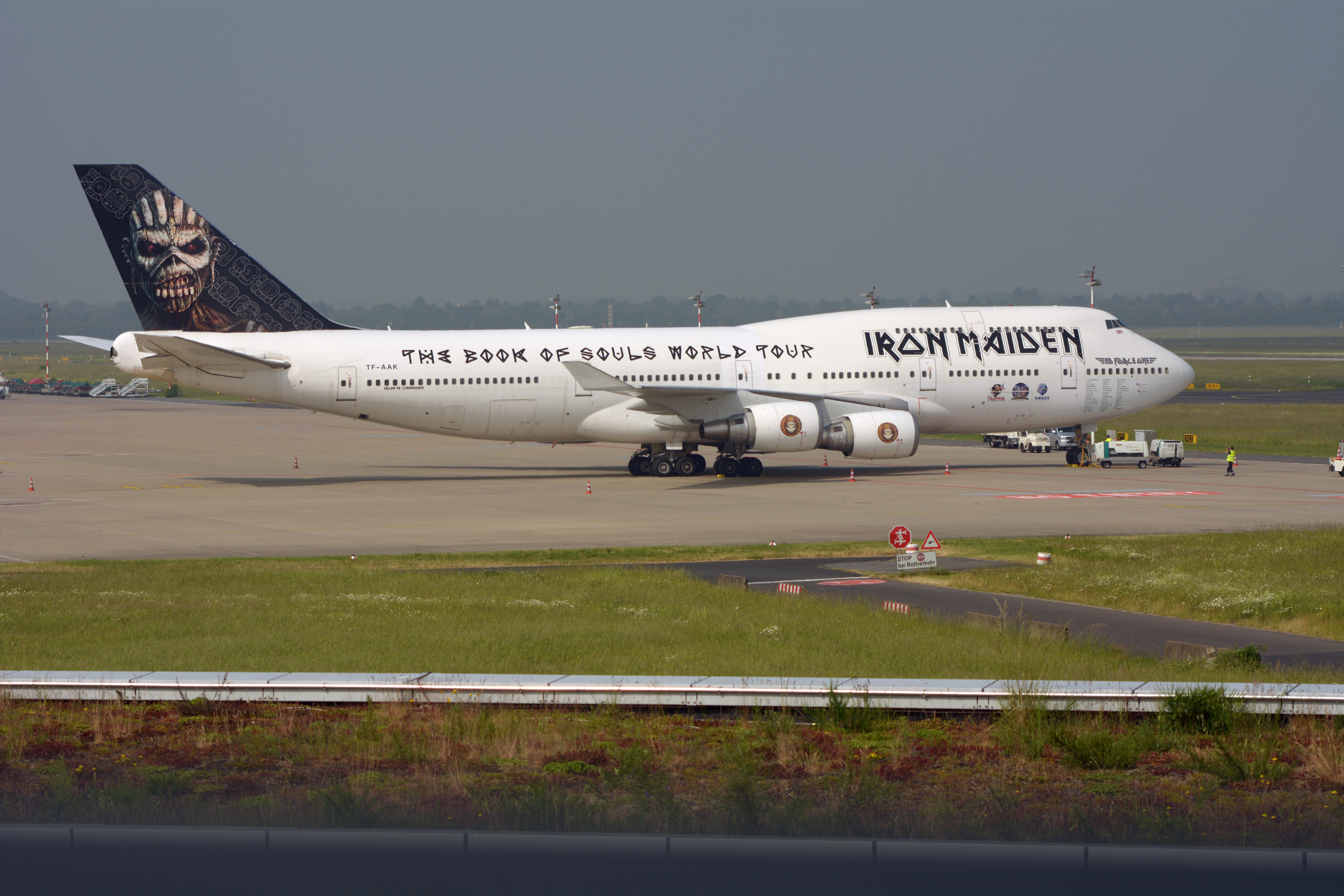
L'Ed Force One impiegato dal gruppo nel 2016 durante il The Book of Souls World Tour

In seguito alla conferma, da parte del batterista Nicko McBrain, che The Final Frontier non sarebbe stato il loro ultimo album, Bruce Dickinson ha rivelato i piani per la registrazione del sedicesimo album in studio nel luglio 2013, con una possibile pubblicazione nel 2015.
Il 19 febbraio 2015 è stato reso noto che, poco prima di Natale, era stato diagnosticato un tumore alla lingua a Dickinson, e che di conseguenza si era tempestivamente sottoposto alla chemioterapia. Il 15 maggio venne annunciato che il cantante era ufficialmente guarito e che per consentirgli di riprendersi al meglio non ci sarebbero stati concerti fino all'anno successivo. In un'intervista alla BBC, durante la premiazione degli Iron Maiden con il Silver Clef Award per il loro contributo alla musica, Dickinson ha rivelato di aver avuto due tumori.
Nel giugno 2015 il gruppo ha annunciato il titolo del sedicesimo album in studio, The Book of Souls, e la sua data di pubblicazione, fissata al 4 settembre 2015. Il disco rappresenta il primo doppio album nella carriera degli Iron Maiden ed è stato promosso dal singolo Speed of Light e soprattutto dalla tournée The Book of Souls World Tour, che li ha visti impegnati nel 2016 e nel 2017. L'11 marzo 2016 è stata rivelata la pubblicazione di Empire of the Clouds, brano conclusivo dell'album, nel formato 12" in occasione dell'annuale Record Store Day, svoltosi il successivo 16 aprile. Il 17 novembre 2017 è stato pubblicato l'album dal vivo The Book of Souls: Live Chapter, contenente una selezione dei brani eseguiti durante il tour. Questo seguito tre anni dopo da Nights of the Dead, Legacy of the Beast: Live in Mexico City, registrato durante le tre date sold-out del 27, 29 e 30 settembre del 2019 a Città del Messico in occasione del Legacy of the Beast World Tour.

### Senjutsu, ilRun for Your Lives World Toure l'abbandono di Nicko McBrain (2021-presente)

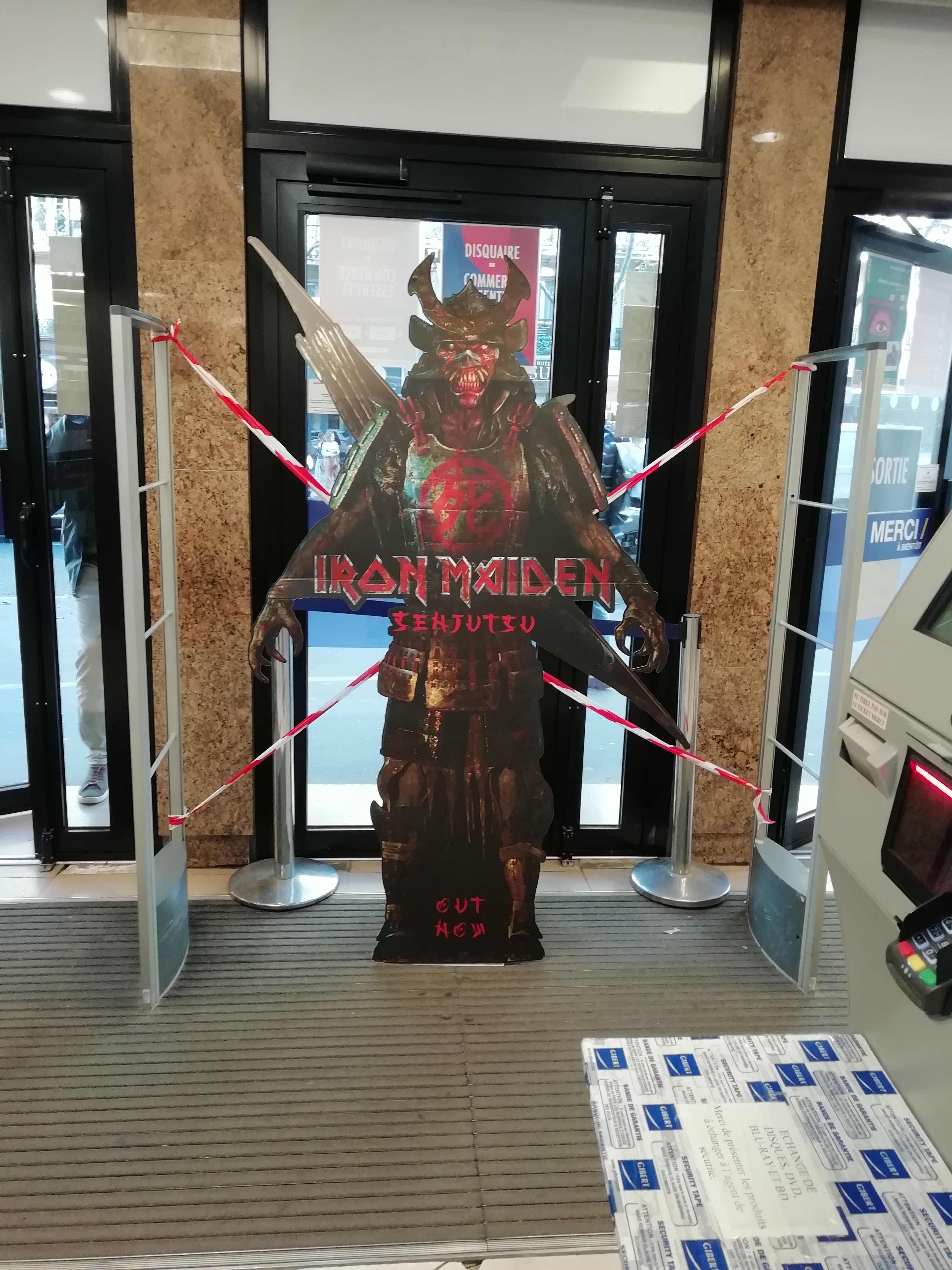
Un cartellone pubblicitario di Senjutsu

Il 15 luglio 2021 gli Iron Maiden hanno pubblicato il singolo inedito The Writing on the Wall, scritto da Smith e Dickinson e accompagnato dal relativo video musicale animato realizzato in collaborazione con due ex dirigenti della Pixar, Mark Andrews e Andrew Gordon. Quattro giorni più tardi il gruppo ha annunciato il diciassettesimo album Senjutsu, previsto per il successivo 3 settembre. Il 19 agosto 2021 è stato presentato il secondo singolo, Stratego, composto da Gers e Harris.
Poco prima della fine del Legacy of the Beast World Tour nel 2022 la band ha annunciato il The Future Past Tour, con una scaletta principalmente basata sull'album del 1986 Somewhere in Time e su Senjutsu.
Nel 2025 il gruppo intraprenderà il Run for Your Lives World Tour in Europa, con il quale proporranno una scaletta incentrata unicamente sui loro primi nove album. A tale tour non prenderà parte il batterista Nicko McBrain, che in occasione del concerto tenuto a San Paolo il 7 dicembre 2024 ha annunciato il proprio abbandono alle esibizioni dal vivo a causa di problemi di salute, precisando che rimarrà coinvolto nelle attività e nei progetti discografici futuri degli Iron Maiden. A sostituirlo sarà Simon Dawson, annunciato l'8 dicembre.

## Stile e influenze

### Sviluppo musicale

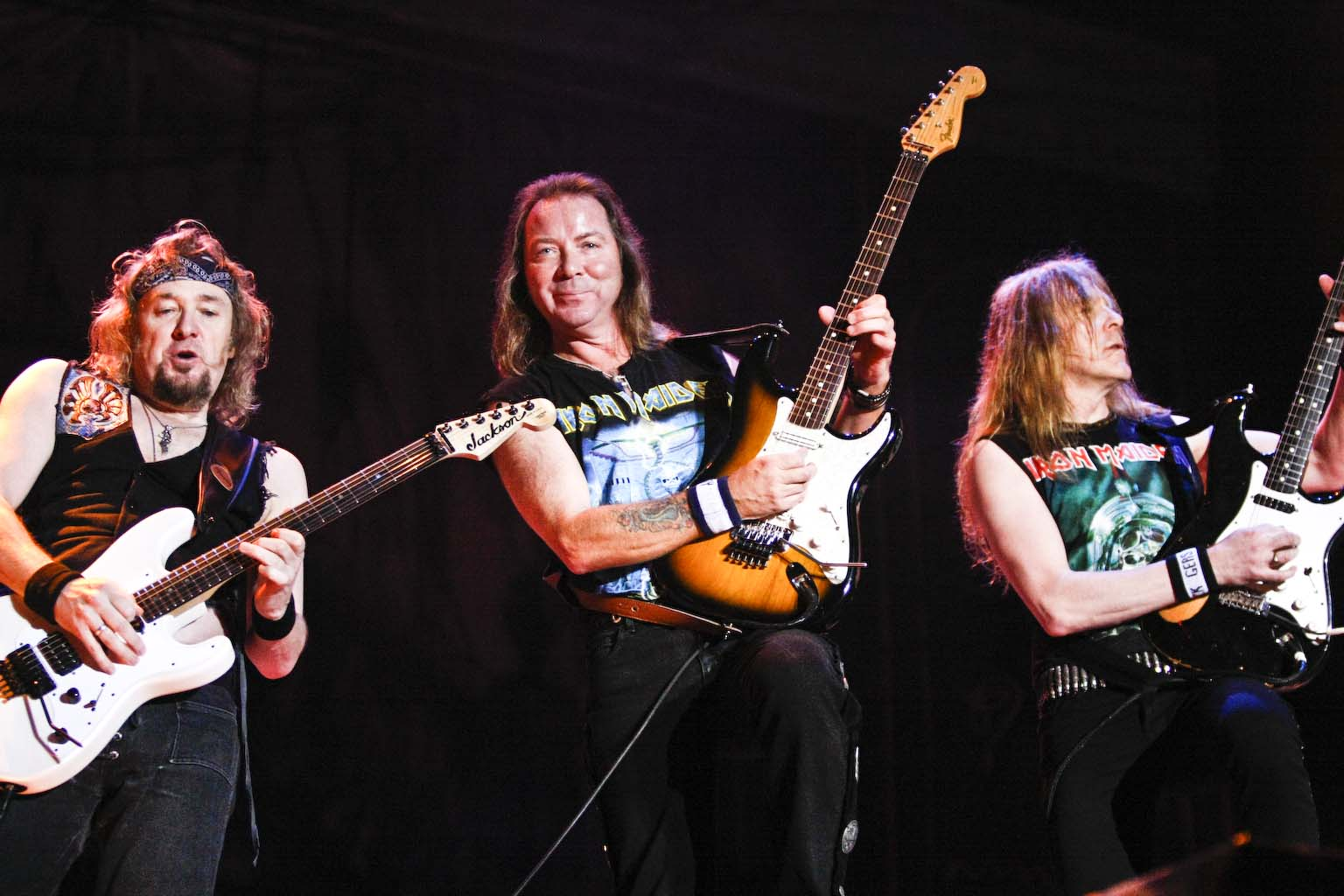
Adrian Smith, Dave Murray e Janick Gers

In più di quarant'anni di carriera, gli Iron Maiden hanno avuto vari sviluppi musicali che non hanno tuttavia modificato le loro inconfondibili sonorità. Nella musica dei loro primi anni, nonostante il chiaro orientamento verso un hard rock ed heavy metal abbastanza simile a quello espresso da Deep Purple, Black Sabbath, Led Zeppelin, Thin Lizzy e Judas Priest, vi erano anche diverse influenze punk introdotte soprattutto dal cantante Paul Di'Anno grazie anche alla sua voce ruvida e potente.
Con l'uscita di album come The Number of the Beast e Piece of Mind il gruppo trovò uno stile personale ed anche il successo commerciale. Fondamentale per questo cambiamento fu l'arrivo del cantante Bruce Dickinson, dotato di una voce molto potente, acuta ma allo stesso tempo pulita.
Con l'album Somewhere in Time del 1986, gli Iron Maiden proposero sonorità molto meno ruvide rispetto agli album precedenti. In questo disco fu impiegato per la prima volta il guitar synth, soprattutto nelle introduzioni di brani come Caught Somewhere in Time, Heaven Can Wait o Alexander the Great. I brani presenti nel disco presentarono una fortissima influenza progressive con addirittura la presenza di melodie orientaleggianti. Due anni più tardi, con Seventh Son of a Seventh Son, un concept album con ancora forti influenze progressive, venne introdotto anche l'utilizzo della tastiera ma con il successivo No Prayer for the Dying (1990) ci fu un ritorno a uno stile duro.
Dopo l'abbandono di Dickinson, gli Iron Maiden attraversarono un periodo molto difficile: gli album The X Factor (1995) e Virtual XI (1998), molto dark e malinconici, vennero fortemente criticati sia dai fan che dalla critica specializzata. Motivo di questa crisi fu anche, secondo molti, l'arrivo del cantante Blaze Bayley che, al contrario del suo predecessore, aveva una voce molto bassa e profonda.
A partire da Brave New World del 2000 le sonorità del gruppo si riavvicinarono all'heavy metal. Caratteristica di questo sviluppo è stata la tendenza di aumentare la durata dei brani (tra i 7 ed i 10 minuti), con numerosi cambiamenti ritmici.

### Influenze

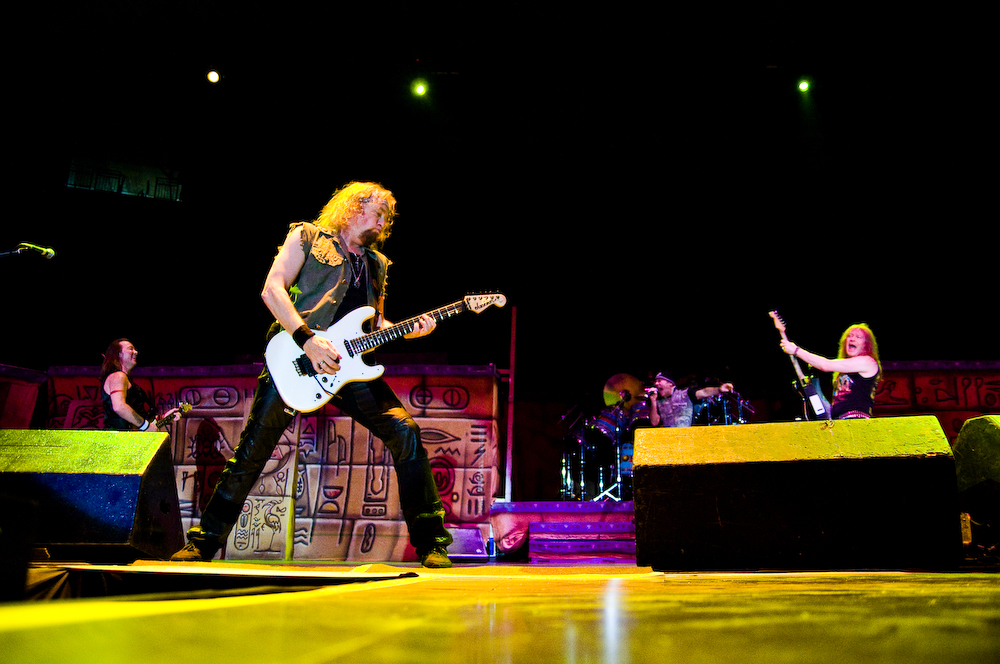
Adrian Smith e gli altri componenti della band in concerto nel 2009

Gli Iron Maiden sono considerati una delle colonne portanti dell'heavy metal, genere in cui hanno giocato il ruolo di esponenti di spicco, insieme a band come Judas Priest, Saxon, Def Leppard e Venom, contribuendo alla nascita di alcuni suoi sottogeneri. Il gruppo, ma del resto tutta la New wave of British heavy metal, ebbe grande influenza su speed e thrash metal ed è inoltre accreditato tra i più influenti per il power metal ed il melodic death metal. Anche i Metallica furono notevolmente influenzati dal gruppo di Steve Harris, tant'è che Lars Ulrich, in un'intervista concessa nel novembre 1987, disse: «Essi, più di ogni altra band, sono responsabili di aver aperto le porte all'heavy metal negli anni ottanta. Sono stati una grande ispirazione per gruppi come noi.»
Gli Slayer, durante i loro esordi, suonavano, oltre a cover dei Judas Priest, anche pezzi degli Iron Maiden, in vari locali della California e Tom Araya citò il gruppo britannico come una grande influenza per il loro disco di debutto, Show No Mercy. Björn Gelotte (In Flames) disse sugli Iron Maiden: «Credo che abbiano influenzato la nostra epoca. Credo che abbiano avuto un enorme impatto su tutti gli aspiranti cantautori.» Alexi Laiho disse che il gruppo britannico influì su certe armonie e certi assoli di chitarra dei Children of Bodom. Per tributare la band, anche i Dream Theater hanno suonato più volte dal vivo l'intera tracklist dell'album The Number of the Beast.
Altri gruppi come: Gamma Ray, Angra, Running Wild, Arch Enemy, Dismember, Fates Warning, Trivium, Mercyful Fate, Quiet Riot, Iced Earth, Sentenced, Angel Dust e Unearth considerano gli Iron Maiden un importante influsso musicale.

## Testi

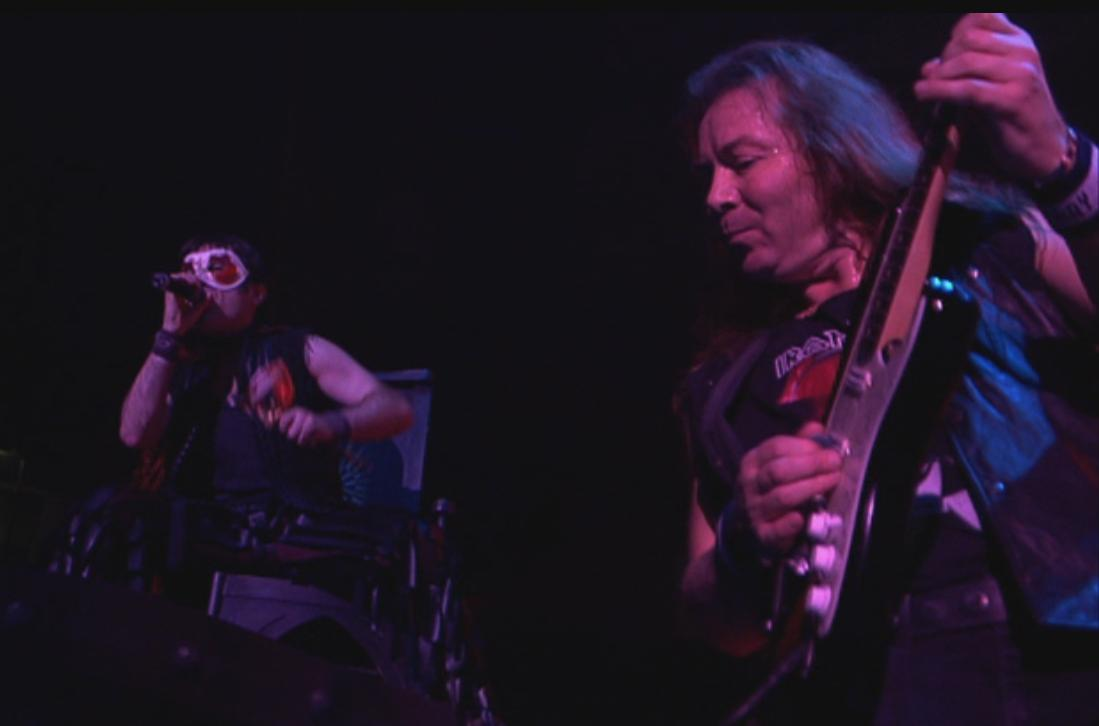
Bruce Dickinson e Dave Murray in concerto

La band, per la composizione dei suoi testi, si è ispirata a varie fonti letterarie, cinematografiche e televisive. Ciò non significa che le canzoni seguano sempre fedelmente la storia narrata nella fonte da cui traggono ispirazione, ma possono anche rappresentare più semplicemente passi, stati d'animo o elementi propri dell'opera originale.

### Letteratura
- Il fantasma dell'Opera, romanzo di Gaston Leroux, ha ispirato il brano Phantom of the Opera, contenuto nel loro primo album Iron Maiden.[212]
- The Murders in the Rue Morgue, racconto di Edgar Allan Poe, ha ispirato il brano omonimo inserito nell'album Killers.[213]
- Il libro dei cinque anelli di Miyamoto Musashi ha ispirato la canzone Sun and Steel (Piece of Mind). La canzone, scritta da Adrian Smith, cita alcuni passaggi del libro.[214]
- Charge of the Light Brigade poesia pubblicata nel 1854 da Alfred Tennyson, che si riferisce a un episodio della battaglia di Balaklava, ha ispirato il brano The Trooper (Piece of Mind).[214]
- La canzone To Tame a Land, del disco Piece of Mind si riferisce al romanzo di Frank Herbert Dune. Per questo pezzo ci fu anche un conflitto con l'autore Frank Herbert, che rifiutò al gruppo londinese sia di intitolare il brano "Dune", che di citare alcune frasi tratte dal libro.[214]
- The Rime of the Ancient Mariner, poemetto scritto da Samuel Taylor Coleridge nel 1798, è stato usato per l'omonima canzone contenuta nel disco Powerslave.[215]
- The Loneliness of the Long Distance Runner, romanzo di Alan Sillitoe pubblicato nel 1962, ha invece ispirato l'omonima canzone (Somewhere in Time).[216]
- Il Ciclo di Alvin Maker scritto da Orson Scott Card ha ispirato le canzoni Seventh Son of a Seventh Son, The Prophecy e The Clairvoyant, contenute nell'album Seventh Son of a Seventh Son.[217]
- Il nome della rosa, romanzo di Umberto Eco ha ispirato la canzone Sign of the Cross (The X Factor).[218]
- Lord of the Flies, romanzo di William Golding ha ispirato l'omonima canzone (The X Factor).[218]
- Cuore di tenebra (Heart of darkness), romanzo di Joseph Conrad è stato usato per il testo della canzone The Edge of Darkness (The X-Factor).[218]
- Brave New World, romanzo di Aldous Huxley ha invece ispirato l'omonima canzone contenuta nell'omonimo disco.[219]

### La Bibbia
- La parabola del figlio prodigo, contenuta nel Vangelo di Luca (15,11-32), ispirò Steve Harris per la stesura del testo della canzone Prodigal Son (Killers).[213]
- Il brano Lord of Light contenuto nell'album A Matter of Life and Death tratta della figura di Lucifero.[220]
- L'elemento del Purgatorio è stato invece usato per la canzone Purgatory contenuta nell'album Killers.[213]
- Anche il libro dell'Apocalisse ispirò vari brani:
  - The Number of the Beast, contenuta nell'album omonimo, inizia con una citazione dell'Apocalisse (capitolo 13, versetto 18): Woe to you, Oh Earth and Sea, for the Devil sends the beast with wrath, because he knows the time is short... Let him who hath understanding reckon the number of the beast for it is a human number, its number is Six hundred and sixty six (Guai a voi, o terra, o mare! Perché il diavolo ha mandato la bestia con grande ira, sapendo di aver poco tempo... Chi ha intendimento conti il numero della bestia, perché è un numero d'uomo; e il suo numero è seicentosessantasei).[221]
  - Il passaggio della Apocalisse di Giovanni diede invece l'ispirazione al cantante Dickinson per il testo della canzone Revelations (Piece of Mind), ma il tema di questa canzone non toccò direttamente la storia di San Giovanni. La canzone utilizza i simboli cristiani solo come una prima ispirazione visto anche l'influenza della mitologia indù ed alle teorie del mistico Crowley. La prima strofa del brano è tratta da O God of Earth and Altar pubblicata da Gilbert Keith Chesterton sul 'The English Hymnal .[214]
  - Moonchild, evoca invece i sette sigilli dell'Apocalisse ed anche Babilonia. Il tema della canzone si riferisce però all'omonimo primo romanzo di Aleister Crowley.[216]

### Film e serie TV
- La serie Ai confini della realtà (The Twilight Zone) di Rod Serling è stata utilizzata come ispirazione per l'omonimo brano tratto da Killers, nonostante il testo non faccia riferimenti diretti ad elementi specifici di tale serie televisiva.[213]
- La serie The Prisoner, con Patrick McGoohan, è stata usata per il titolo dell'omonimo brano, contenuto nell'album The Number of the Beast ed anche per la canzone Back in the Village dell'album Powerslave.[215]
- Il film La stirpe dei dannati (The Children of the Damned), di Anton Leader (1963), ispirò il brano omonimo contenuto in The Number of the Beast. Il film era poi tratto dal romanzo di John Wyndham I figli dell'invasione.[221]
- Il film Dove osano le aquile (Where Eagles Dare) di Brian G. Hutton (1969) ha ispirato l'omonimo brano tratto da Piece of Mind.[214]
- Il film La guerra del fuoco di Jean-Jacques Annaud (1982) fu usato per la canzone Quest for Fire (Piece of Mind).[214]
- Il film I duellanti (The Duellists), diretto da Ridley Scott (1977), ispirò l'omonimo brano tratto da Powerslave.[215]
- La serie TV Doctor Who, molto famosa nel Regno Unito, è stata utilizzata per la canzone Caught Somewhere in Time (Somewhere in Time).[216]
- Il film Run Silent, Run Deep (Mare caldo) diretto dal regista Robert Wise nel 1958, ispirò l'omonima canzone, No Prayer for the Dying.[222]
- La canzone Man on the Edge, dell'album X-Factor è stata tratta dal film Falling Down (Un giorno di ordinaria follia) (1992) di Joel Schumacher.[218]
- Il film Apocalypse Now (1979) del regista Francis Ford Coppola, ha invece ispirato la canzone The Edge of Darkness (X-Factor).[218]
- Il film When Worlds Collide (Quando i mondi si scontrano) di Rudolph Maté (1951) è stato usato per la canzone When Two Worlds Collide dell'album Virtual XI.[223]
- La canzone The Clansman (Virtual XI) si ispirò invece al film Braveheart di Mel Gibson. Il brano narra le gesta degli Highlander scozzesi in lotta contro l'esercito inglese.[223]
- Il film The Wicker Man, di Robin Hardy è stato utilizzato come riferimento nella canzone omonima dell'album Brave New World.[219]
- Nel film Phenomena del 1985 è stato utilizzato il brano Flash of the Blade (Powerslave).
- Il film d'animazione del 1986 Quando soffia il vento, tratto dall'omonima graphic novel di Raymond Briggs, ha ispirato la canzone When The Wild Wind Blows (The Final Frontier).
- Il film Constantine del 2005 ha ispirato la canzone Days of Future Past (Senjutsu).

### Mitologia
- La canzone Flight of Icarus, contenuta in Piece of Mind, si ispira invece al mito di Icaro ed è opera di Bruce Dickinson e Adrian Smith.[214]
- Il brano Isle of Avalon, tratto da The Final Frontier, è ispirato al mito celtico dell'isola di Avalon, legato al ciclo di re Artù.

### Storia
- Il personaggio di Gengis Khan ispirò Steve Harris nella stesura del brano Genghis Khan (Killers).[213]
- La canzone The Ides of March, dell'album Killers, si ispirò invece alla morte di Cesare, assassinato da Bruto e gli altri cesaricidi alle Idi di marzo del 44 a.C.[213]
- La battaglia d'Inghilterra ispirò la canzone Aces High, dell'album Powerslave.[215]
- L'orologio dell'apocalisse venne usata per la composizione della canzone 2 Minutes to Midnight (Powerslave).[215]
- Il pezzo Alexander the Great, contenuta nell'album Somewhere in Time, tratta invece della vita di Alessandro Magno.[216]
- La canzone Montsegur (Dance of Death), si ispirò invece al rogo degli eretici Catari a Montségur.[224]
- Dalla terza battaglia di Ypres, chiamata anche battaglia di Passchendaele, avvenuta durante la prima guerra mondiale dal 31 luglio al 12 novembre 1917, la band prese ispirazione per il testo del pezzo Paschendale (Dance of Death).[224]
- Lo sbarco in Normandia, avvenuto il 6 giugno 1944 ispirò invece The Longest Day (A Matter of Life and Death).[220]
- The Pilgrim tratta invece la storia dei Padri Pellegrini (pilgrim fathers), salpati il 6 settembre 1620 da Plymouth (Inghilterra), che raggiunsero gli attuali Stati Uniti d'America con la nave Mayflower.[220]
- Il progetto Manhattan, che era il criptonimo del programma di ricerca condotto dagli Stati Uniti durante la seconda guerra mondiale, che portò alla realizzazione delle prime bombe atomiche, ispirò il brano Brighter Than a Thousand Suns (A Matter of Life and Death).[220]
- Le Crociate ispirarono invece la canzone For The Greater Good of God (A Matter Of Life And Death).[220]
- L'alchimista inglese John Dee ha ispirato il testo della canzone The Alchemist (The Final Frontier).
- Il testo della canzone The Clansman narra della ribellione scozzese guidata da William Wallace nei confronti dell'occupazione degli Inglesi.
- La figura di Winston Churchill ha ispirato la canzone Darkest Hour (Senjutsu). Il titolo è invece preso dal film L'ora più buia.

## Mascotte

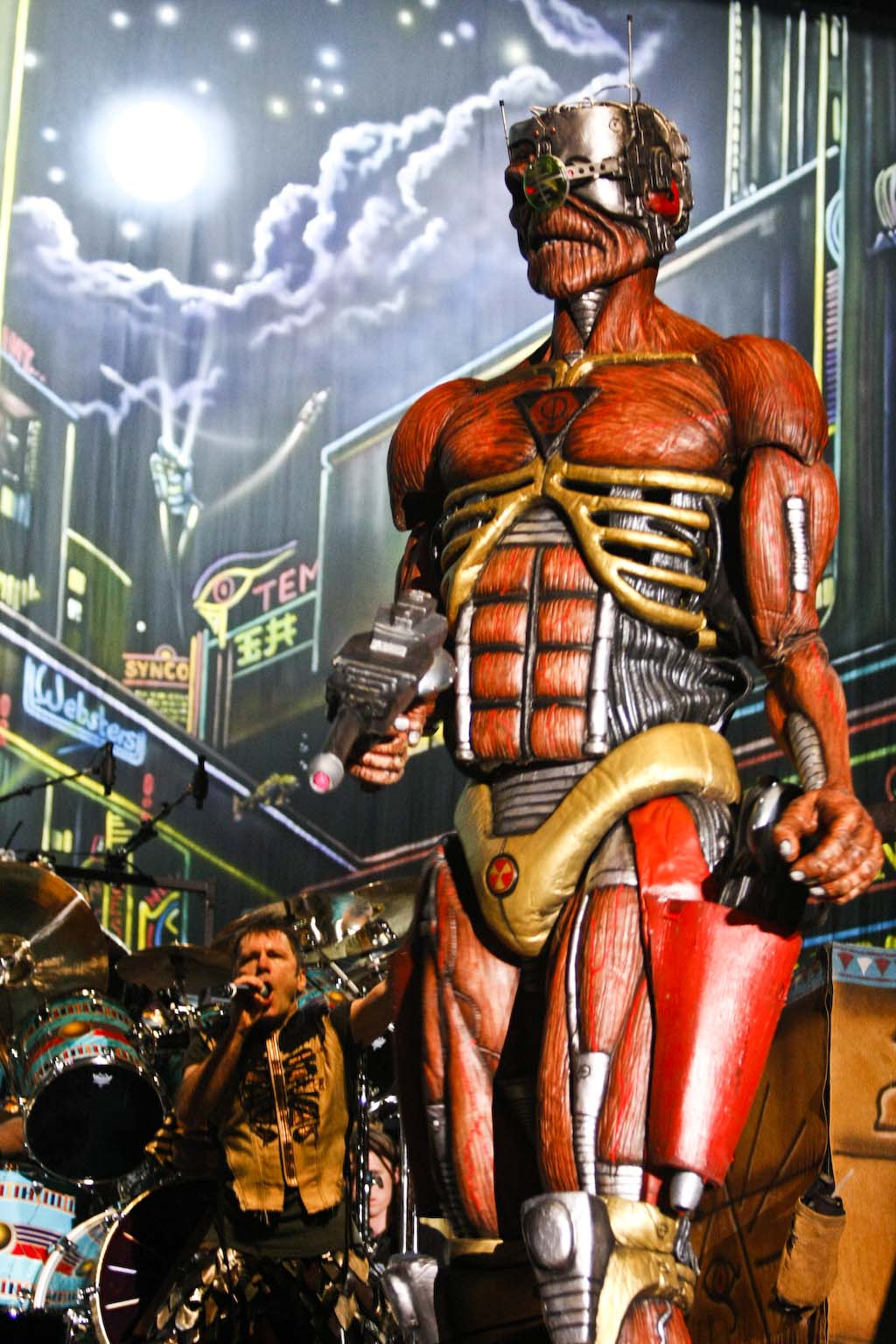
Eddie the Head

Edward The Head, poi abbreviato in Eddie T. H. è la mascotte degli Iron Maiden creata da Derek Riggs.
Nato come semplice maschera kabuki, che doveva servire da "ornamento" del palco su cui si sarebbe esibita la band, ha finito ben presto per ingigantirsi seguendo il progressivo ingrandimento dei palchi su cui il gruppo si esibiva, fino alla nascita del cosiddetto "walking Eddie", ovvero una mastodontica versione tridimensionale e semovente del pupazzo, accompagnata da sempre più elaborate scenografie.
La mascotte è sempre presente nelle copertine, pubblicità e locandine della band, nonché in buona parte dei videoclip. In passato Eddie era disegnato a mano, mentre, a partire dalla seconda metà degli anni novanta, ha iniziato ad essere realizzato utilizzando dei modellini oppure la computer grafica.
In ogni copertina firmata "Derek Riggs" si può notare un curioso simbolo che identifica l'autore.

## Premi e riconoscimenti

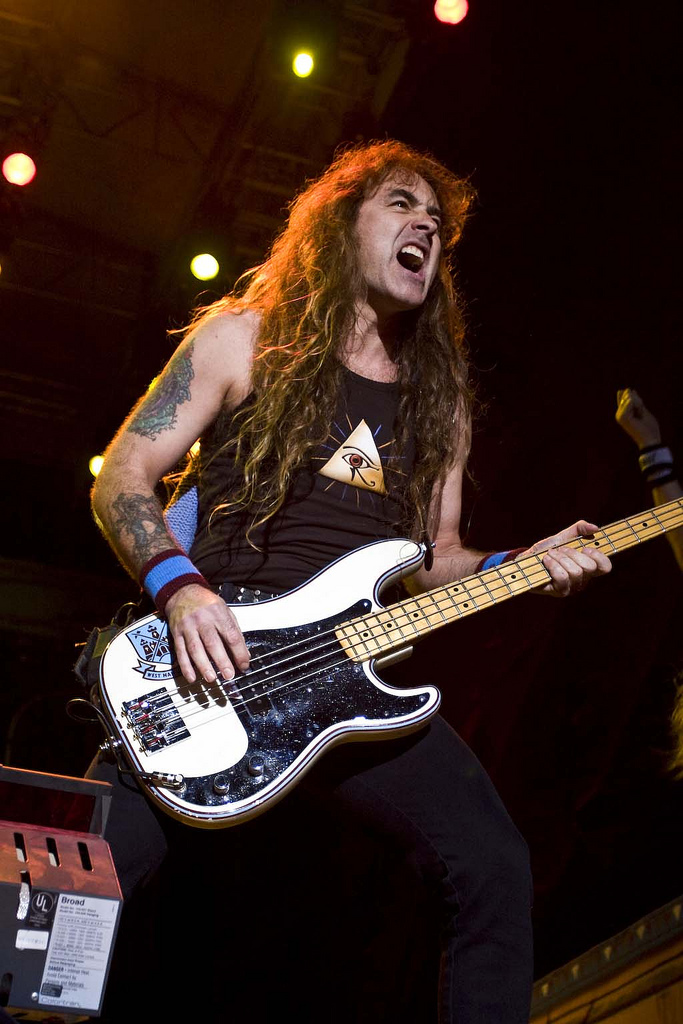
Steve Harris

Gli Iron Maiden sono, tra gli artisti heavy metal, uno dei gruppi che vanta il maggior successo commerciale, avendo venduto oltre 100 milioni di copie. La band è stata anche inserita al quarto posto della "MTV Top 10 Greatest Heavy Metal Bands" che raccoglie i 10 migliori gruppi metal di tutti i tempi.
In carriera sono stati nominati tre volte ai Grammy Award per la "Best Metal Performance" con Fear of the Dark nel 1994, The Wicker Man nel 2001 e El Dorado nel 2010. Nel 2002 sono stati premiati con l'Ivor Novello Awards, per i loro successi internazionali.
Due anni dopo vinsero il loro primo Metal Hammer Awards come miglior gruppo britannico live grazie al tour dell'album Dance of Death.
Nelle edizioni 2008 e 2009, sempre dei Metal Hammer Awards, la band conquistò ben quattro premi: nel 2008 "Best U.K. Band" e "Icon Award" (per Eddie the Head), mentre l'anno successivo come "Best U.K. Band" e "Golden Gods Award".
Nel 2006 hanno anche vinto un Metal Storm Awards per il "Best Heavy Metal Album" con il disco A Matter of Life and Death. La band ha avuto grandissimo successo anche in Finlandia dove vinse per ben due volte agli Emma gaala, nelle edizioni del 2004 e del 2008, il "Vuoden ulkomainen artisti" (premio artista dell'anno).
Si sono piazzati alla posizione numero 24 della classifica VH1 dei 100 migliori artisti hard rock, mentre le canzoni Run to the Hills e The Number of the Beast sono state inserite nella lista delle 40 migliori canzoni heavy metal di tutti i tempi sempre secondo VH1.
Nel 2009 la band ha vinto un BRIT Award come miglior artista live e, nello stesso anno, alla BBC Heavy Metal World Cup si sono aggiudicati il premio di "Greatest Metal Band Of All Time". Al SXSW Film Festival, si sono infine aggiudicati il premio "24 Beats Per Second" grazie al loro DVD Flight 666, che ha poi vinto anche il premio "Music DVD of the Year" ai Juno Award del 2010.
La rivista Kerrang!, dopo averli inseriti nella loro Hall of Fame nel 2005, ha anche pubblicato un album tributo: Maiden Heaven: A Tribute to Iron Maiden. L'album è costituito da numerosi brani del gruppo reinterpretati da artisti come Metallica, Trivium, Machine Head e Avenged Sevenfold.
Il 13 febbraio 2011 hanno vinto il loro primo Grammy Award con il singolo El Dorado, vincitore nella categoria Best Metal Performance. Il 3 luglio 2015 il gruppo è stato premiato con il Silver Clef Award per il loro «enorme contributo alla musica.»

## Formazione
Storica
- Steve Harris – basso, cori, tastiera
- Dave Murray – chitarra
- Adrian Smith – chitarra, cori
- Bruce Dickinson – voce
- Nicko McBrain – batteria
- Janick Gers – chitarra

## Discografia
Album in studio
- 1980 – Iron Maiden
- 1981 – Killers
- 1982 – The Number of the Beast
- 1983 – Piece of Mind
- 1984 – Powerslave
- 1986 – Somewhere in Time
- 1988 – Seventh Son of a Seventh Son
- 1990 – No Prayer for the Dying
- 1992 – Fear of the Dark
- 1995 – The X Factor
- 1998 – Virtual XI
- 2000 – Brave New World
- 2003 – Dance of Death
- 2006 – A Matter of Life and Death
- 2010 – The Final Frontier
- 2015 – The Book of Souls
- 2021 – Senjutsu

## Tournée
- 1980 – Metal for Muthas Tour e Europe 80
- 1981 – Killers World Tour
- 1982 – The Beast on the Road
- 1983 – World Piece Tour
- 1984/1985 – World Slavery Tour
- 1986/1987 – Somewhere on Tour
- 1988/1989 – Seventh Tour of a Seventh Tour
- 1990/1991 – No Prayer on the Road
- 1992 – Fear of the Dark Tour
- 1993 – Real Live Tour
- 1995/1996 – The X Factour
- 1998 – Virtual XI World Tour
- 1999 – The Ed HunTour
- 2000/2001 – Brave New World Tour
- 2003/2004 – Give Me Ed... 'til I'm Dead Tour & Dance of Death World Tour
- 2005 – Eddie Rips Up the World Tour
- 2006/2007 – A Matter of Life and Death Tour
- 2008/2009 – Somewhere Back in Time World Tour
- 2010/2011 – The Final Frontier World Tour
- 2012/2014 – Maiden England World Tour
- 2016/2017 – The Book of Souls World Tour
- 2018/2022 – Legacy of the Beast World Tour
- 2023/2024 – The Future Past Tour
- 2025/2026 – Run for Your Lives World Tour

## Nei media
Gli Iron Maiden vengono citati in alcune serie tv. In My name is earl,  nel quarto episodio della seconda stagione, il protagonista indossa una loro t-shirt. Anche in Young Sheldon, il personaggio di Georgie, lo si vede indossare una t-shirt della band.

### Enciclopedie
- Ian Christe, Sound of the Beast. La storia definitiva dell'heavy metal, Arcana, 2009, ISBN 88-6231-086-2.
- Luca Signorelli, Heavy metal: i Classici, Giunti Editore, 2007, ISBN 978-88-09-05383-0.
- Alessandro Bonini e Emanuele Tomagnini, Enciclopedia discografica: dal rock al soul, dal pop alla new wave, dal punk al metal al jazz, Gremese Editore, 2004, ISBN 88-8440-314-6.
- (EN) Daniel Bukszpan e Ronnie James Dio, The Encyclopedia of Heavy Metal, Barnes & Noble Publishing, 2003, ISBN 978-0-7607-4218-1.
- (EN) Peter Buckley e Jonathan Buckley, The Rough Guide to Rock, Rough Guides, 2003, ISBN 1-84353-105-4.
- Vladimir Bogdanov, Chris Woodstra e Stephen Thomas Erlewine, All Music Guide to Rock: The Definitive Guide to Rock, Pop, and Soul, Arcana, 2002, ISBN 978-0-87930-653-3.
- Federico Guglielmi e Cesare Rizzi, Grande Enciclopedia Rock, Firenze, Giunti editore, 2002, ISBN 88-09-02852-X.
- Luca Signorelli, Metallus. Il libro dell'Heavy Metal, Giunti Editore, 2001, ISBN 88-09-02230-0.
- Joel McIver, Metal Estremo, Omnibus Press, 2000, ISBN 88-7333-005-3.
- Cesare Rizzi, Enciclopedia della musica rock. 3. 1980 - 1989, Volume 3, Giunti Editore, 2000, ISBN 978-88-09-01796-2.
- Deena Weinstein, Heavy Metal: The Music and Its Culture, Da Capo Press, 2000, ISBN 978-0-306-80970-5.
- Martin C. Strong, The Great Rock Discography, Giunti Editore, 1998, ISBN 88-09-21522-2.
- (EN) Robert Walser, Running with the Devil: power, gender, and madness in heavy metal music, Wesleyan University Press, 1993, ISBN 978-0-8195-6260-9.
- (EN) Colin Larkin, The Guinness Encyclopedia of Popular Music, Guinness, 1992, ISBN 0-85112-939-0.
- Riccardo Bertoncelli, Enciclopedia rock anni '80, Arcana, 1989, ISBN 88-85859-34-8.

### Testi monografici
- Neil Daniels, Iron Maiden; L'ultima biografia non autorizzata del gruppo heavy metal più amato del mondo, Il Castello, 2012, ISBN 978-88-6520-307-1.
- Cristiano Canali e Marco Gamba, Iron Maiden dalla A alla Z. Come nessuno ve li ha raccontati prima, Tsunami Edizioni, 2011, ISBN 978-88-96131-30-5.
- (EN) Ross Halfin, Iron Maiden, Omnibus Press, 2007, ISBN 1-84609-445-3.
- Marco Gamba e Nicola Visintini, Iron Maiden, Coniglio Editore, 2006, ISBN 88-6063-028-2.
- (EN) Paul Stenning, Iron Maiden: 30 Years of the Beast: The Complete Unauthorised Biography, Chrome Dreams, 2006, ISBN 1-84240-361-3.
- (ES) César Fuentes Rodríguez, Iron Maiden: El viaje de la doncella, Quarentena Ediciones, 2005, ISBN 978-84-933891-2-3.
- Maurizio De Paola, Iron Maiden, Editori Riuniti, 2004, ISBN 88-359-5516-5.
- (EN) Mick Wall, Iron Maiden: Run to the Hills: the Authorised Biography, Sanctuary, 2004, ISBN 1-86074-542-3.
  -  Mick Wall, Iron Maiden. Le origini del mito, Milano, Edizioni BD, 2011, ISBN 978-88-6123-820-6.
- (EN) Mark Putterford, Michael Heatley, Metallica: In Their Own Words, Omnibus Press, 2000, ISBN 0-7119-8440-9.
- (EN) Ray Donato e Iron Maiden, Iron Maiden, Warner Bros. Publications, 1999, ISBN 0-7692-6019-5.
- Terence K. Mann, Iron Maiden. Il numero della bestia. Sogni e incubi degli Iron Maiden, traduzione di S. Focacci, Tarab, 1998, ISBN 88-86675-48-8.
- Marco Gamba e Nicola Visintini, Iron Maiden. Collectibles, Moving Sound, 1997, ISBN 88-86790-01-5.
- (EN) Dave Bowler, Bryan Dray, Infinite Dreams: "Iron Maiden", Boxtree Ltd, 1996, ISBN 0-7522-0234-0.
- (EN) Garry Bushell e Ross Halfin, Iron Maiden: running free: the official story of Iron Maiden, Zomba Books, 1984, ISBN 978-0-946391-50-9.